# Liste des décembristes
Cet article liste toutes les personnes condamnées après l’insurrection décembriste en décembre 1825.

## Les décembristes condamnés à mort
Il y eut cinq conjurés condamnés à mort (tous pendus le 13 juillet 1826 (25 juillet dans le calendrier grégorien)) :
- Pavel Ivanovitch Pestel
- Kondrati Ryleïev
- Mikhaïl Bestoujev-Rioumine
- Sergueï Ivanovitch Mouraviov-Apostol
- Piotr Grigorievitch Kakhovski

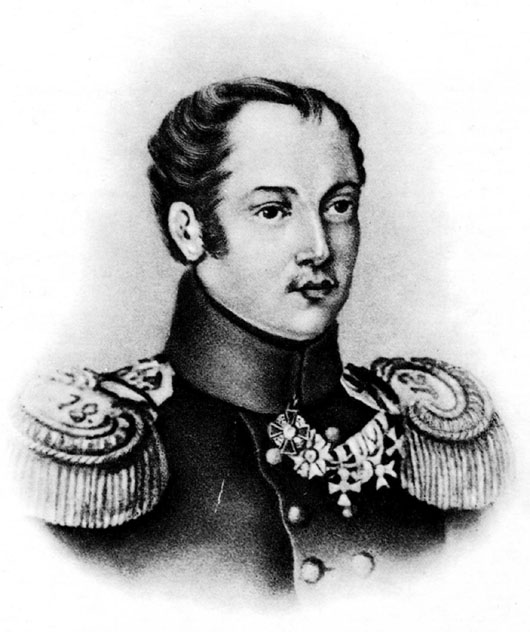
Pavel Ivanovitch Pestel
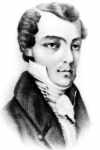
Kodrati Fiodorovitch Ryleïev
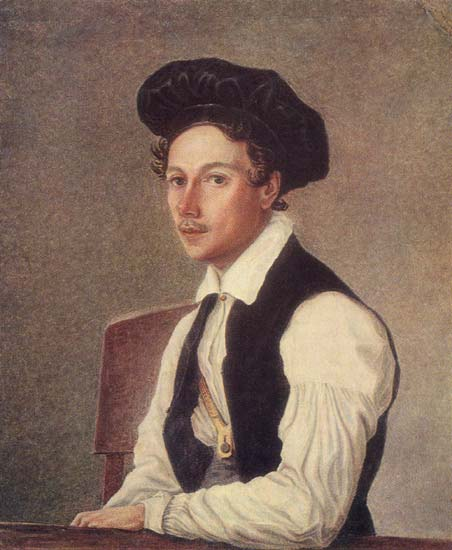
Mikhaïl Alexandrovitch Bestoujev-Rioumine
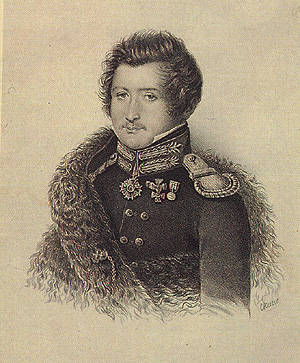
Sergueï Ivanovitch Mouraviov-Apostol
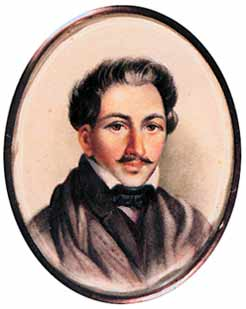
Piotr Grigorievitch Kakhovski

## Les décembristes condamnés à l’exil
Il y eut onze catégories de condamnation :

### Première catégorie
Condamnation à mort par décapitation (peine commuée).

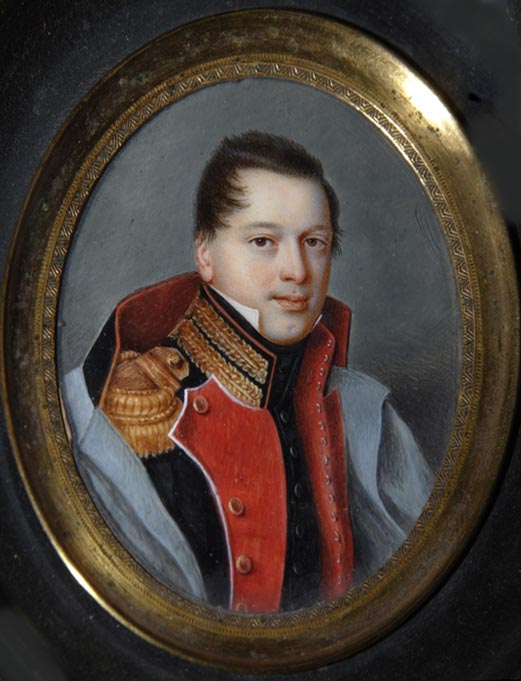
Le lieutenant Mikhaïl Mikhaïlovitch Narychkine en 1820

- Iakov Maksimovitch Andreïevitch (ru) (1801-1840) : lieutenant à la 8e Brigade d’artillerie, membre de la Société des Slaves Unis, il se proposa pour l’arrestation du Grand-duc Konstantin Pavlovitch de Russie. Il appela le Régiment d’infanterie de Tchernigov au soulèvement. Lors de son interrogatoire, il nia tout implication dans le soulèvement de décembre 1825. Le tribunal lui infligea une peine de réclusion à perpétuité. Le 22 août 1826, cette peine fut réduite à 20 ans. Le 23 juillet 1826, il fut incarcéré à la forteresse de Schlüsselbourg et le 2 octobre de la même année, transféré en Sibérie où, le 20 décembre 1827, il retrouva ses camarades décembristes. En septembre 1830, il fut transféré à Petrovski Zavod (usine d’extraction de minerai de fer dans la région Transbaïkalie). Le 8 novembre sa peine fut réduite à 13 ans d’emprisonnement[1].
- Anton Petrovitch Arbouzov : Lieutenant, accusé de tentative de régicide et d’assassinat sur les membres de la famille impériale, le tribunal lui infligea une peine de 20 ans de travaux forcés en Sibérie.
- Alexandre Petrovitch Bariatinski (1798-1844) : prince, capitaine en second d’un régiment de hussards, aide de camp du commandant de la 2e armée, membre de la Société du Sud, ami de Pestel. Le tribunal le condamna à 20 ans de réclusion, sa peine fut réduite à 20 ans, il fut exilé en Sibérie.
- Alexandre Alexandrovitch Bestoujev,
- Vladimir Alexandrovitch Betchasnov : sous-lieutenant de la 8e brigade d’artillerie, condamné au bagne à perpétuité, sa peine fut réduite à 20 ans.
- Piotr Ivanovitch Borissov (1800-1854) : lieutenant à la 8e Brigade d’artillerie, avec son frère Alexandre Ivanovitch Borissov et Ioulian Kazimirovitch Lioublinski il fonda la Société des Slaves Unis. Le 10 juillet 1826, il fut condamné aux travaux forcés. Le 23 juillet 1826, avec son frère il fut envoyé en Sibérie. Le 22 août 1826, sa peine fut réduite à 20 ans. Il fut incarcéré à Irkoutsk puis à la forteresse de Tchita. Le 8 novembre 1832 sa peine fut commuée à 15 ans de travaux forcés, le 14 décembre 1835 à 13 ans[2].
- Andreï Ivanovitch Borissov (1798-1854) : Ancien lieutenant à la 8e brigade d’artillerie, avec son frère cadet et Ioulian Kazimirovitch Lioublinski il fonda la Société des Slaves Unis. Condamné le 10 juillet 1826, il fut frappé de 20 ans de travaux forcés. Avec son frère il fut envoyé en Sibérie. le 22 juillet 1826 sa peine fut réduite à 20 ans. Il fut incarcéré à Irkoutsk puis à la forteresse de Tchita. Le 8 novembre 1835 sa peine fut réduite à 15 ans, le 14 décembre 1835 à 13 ans[2].
- Dmitri Alexandrovitch Chtchepine-Rostovski (1798-1858) : lieutenant au régiment de la Garde Moskovski, membre de la Société du Nord (1825), il prit une part active dans le soulèvement de la place du Sénat. Le tribunal lui infligea une peine de prison à vie en Sibérie. De 1826 à 1839, il purgea sa peine à la forteresse de Tchita puis à Petrovski Zavod. En 1856, il bénéficia de l’amnistie[3].
- Vassili Lvovitch Davydov (1793-1855) : poète russe, lieutenant au 5e Régiment de hussards Alexandriski, le tribunal lui infligea une peine de réclusion à perpétuité, sa peine fut réduite à 20 ans de travaux forcés.
- Vassili Abramovitch Divov : Aspirant, accusé de tentative de régicide et de l’assassinat de la famille impériale, il fut privé de ses titres de noblesse, le tribunal lui infligea une peine de 20 ans de travaux forcés en Sibérie.
- Ivan Ivanovitch Gorbatchevski,
- Alexandre Ivanovitch Iakoubovitch (1792-1845) : capitaine au Régiment de Dragons de Nijni Novgorod, membre de la Société du Nord, le 18 décembre 1825, il fut désigné pour assassiner Alexandre Ier de Russie sur la Place du Sénat. Condamné aux travaux forcés, il fut envoyé aux mines d’or du district d’Ienisseï, d’après le témoignage du colonel du Corps de gendarmerie I.D. Kazirmirski, le condamné souffrait d’une maladie grave qui lui fit perdre l’usage de ses jambes, des blessures à la tête provoquèrent chez cet homme des accès de folie. Le 2 décembre 1845, il fut transporté à l’hôpital proche d’Ienisseï. Le lendemain, il décéda d’hydropisie dans la poitrine[4].
- Ivan Dmitrievitch Iakouchkine (1794-1857) : Un des fondateurs de la société secrète l’Union du Salut, membre de l’Union de la Prospérité. En service au 37e Régiment de chasseurs. Refusant de livrer les noms de ses camarades décembristes, sur l’ordre de l’empereur Nicolas Ier de Russie, il eut les pieds et les mains entravés. Condamné à 20 ans de réclusion, par le décret du 22 août 1826, sa peine fut réduite à 15 ans de captivité. Incarcéré un temps à la forteresse finlandaise de Kotka, en novembre 1827, il fut transféré en Sibérie et incarcéré à la forteresse de Tchita.
- Alexeï Petrovitch Iouchnevski : commissaire général à la 2e armée, membre de la Société du Sud, il préconisa l’assassinat de l'empereur et de la famille impériale, le tribunal lui infligea une peine de réclusion à perpétuité, cette peine fut réduite à 20 ans d’emprisonnement. Il fut exilé en Sibérie.
- Artamon Zakharovitch Mouraviov (1794-1846) : colonel d’artillerie, membre de la Société du Sud. Le tribunal lui infligea une peine de 20 ans de travaux forcés[5].
- Evgeni Petrovitch Obolenski,
- Nikolaï Alexeïevitch Panov (1803-1850) : lieutenant du régiment des Grenadiers de la Garde, il fut l’un des membres de la Société du Nord (1825), il participa activement au soulèvement de l’armée sur la Place du Sénat. De lui-même, il se livra aux autorités. La justice impériale le condamna à 14 années de bagne. En juin 1827, il fut envoyé en Sibérie, il fut incarcéré dans la forteresse de Tchita, en septembre 1830, il fut transféré à Petrovski Zavod, sa peine fut réduite à 13 ans[6].
- Alexandre Semionovitch Pestov : Lieutenant à la 9e brigade d’artillerie. Sur l’accusation de tentative de régicide, le tribunal lui infligea une peine de 20 ans de travaux forcés en Sibérie.
- Alexandre Viktorovitch Podgio (1798-1873) : Frère cadet de Iosif Viktorovitch Podgio, membre de la Société du Sud puis de la Société du Nord. Il préconisa la création d’une république et l’assassinat de la famille impériale. Le tribunal lui infligea une peine d’emprisonnement à perpétuité, elle fut réduite à 20 ans. En 1839, il fut transféré en Sibérie[7].
- Ivan Semionovitch Povalo-Chveïkovski (1787-1845) : colonel du Régiment d’infanterie Saratovski, membre de la Société du Sud. Il donna son accord pour l’assassinat du tsar et le soulèvement de l’armée, mais refusa de participer au soulèvement du Régiment d’infanterie Tchernigov. Le tribunal le condamna à la peine capitale, en 1826, celle-ci fut commuée à 20 ans de travaux forcés qu’il purgea dans les mines de Nertchinsk[8].
- Alexandre Nikolaïevitch Soutgof (1801-1872) : lieutenant au régiment des grenadiers de la Garde, il milita au sein de la Société du Nord (1825) et prit part au soulèvement de la Place du Sénat le 14 décembre 1825. Arrêté, il fut placé en détention provisoire dans la forteresse Pierre-et-Paul à Saint-Pétersbourg. La Haute cour criminelle lui infligea une peine de travaux forcés à perpétuité, peine qu’il purgea en Sibérie. Le 8 août 1826, cette peine fut réduite à vingt ans. Il rejoignit ses camarades décembristes à la prison de Tchita en juin 1827. En août 1827, il fut transféré à Petrovski Zavod. En septembre 1830, sa peine de servitude pénale fut ramenée à quinze ans. En août 1856, il bénéficia de l’amnistie. Il décéda à Borjomi le 12 mai 1870, il fut inhumé dans le cimetière de l’église[9]
- Mikhaïl Matveïevitch Spiridov (1796-1855) : capitaine au 121e régiment d’infanterie de Penza, membre de la Société du Sud, partisan de l’assassinat de la famille impériale, les jours précédents le 14 décembre 1825, il fut l’un des principaux acteurs du soulèvement du régiment d’infanterie Tchernigov, il dirigea la propagande au sein de l’armée russe. Le tribunal le condamna à la réclusion à perpétuité, le 26 juillet 1826, il fut incarcéré dans la tour ronde de la forteresse de Priozersk, le 21 décembre 1826 à l’isolement en cellule, le 22 décembre 1826, sa peine fut réduite à 20 ans d’emprisonnement. Le 21 avril 1827, il fut placé en détention à la forteresse de Schlüsselbourg, le 20 octobre 1827, il fut transféré en Sibérie où le 20 décembre 1827, à la forteresse de Tchita, il retrouva ses camarades décembristes. Le 8 novembre 1832, sa peine d’emprisonnement fut réduite à 15 ans, le 14 décembre 1835 à 13 ans. Petit-fils de l’amiral Grigori Andreïevitch Spiridov.
- Nikolaï Ivanovitch Tourgueniev (1789-1871) : scientifique et économiste, conseiller d’État, fonctionnaire au ministère des Finances de l'Empire russe, il rédigea L’Expérience de la théorie de la fiscalité. Il fut l’un des membres de l’Union du Salut. En séjour à l’étranger, il fut absent lors des événements du 14 décembre 1825. Prié de se présenter devant la Commission d’enquête siégeant à Saint-Pétersbourg, celui-ci refusa. Le tribunal le condamna par contumace aux travaux forcés à vie. Amnistié le 26 août 1856, il fut de retour à Saint-Pétersbourg en mai 1857[10].
- Fiodor Fiodorovitch Vadkovsky (1800-1844) : poète, musicien, enseigne au 18e Régiment de Chasseurs à cheval Nejinski, membre de la Société du Nord, siégea au Conseil de la Société du Sud (1823). Arrêté le 11 décembre 1825, le tribunal lui infligea une peine de mort commuée en bannissement à vie. Le 22 août 1826, cette peine fut réduite à 20 ans de réclusion. Le 27 juillet 1826, il fut incarcéré à la forteresse de Keksgolmskoï, le 24 avril 1827, il fut emprisonné à la forteresse de Schlüsselbourg. Transféré en Sibérie le 17 novembre 1827, il retrouva ses camarades décembristes à la forteresse de Tchita[11].

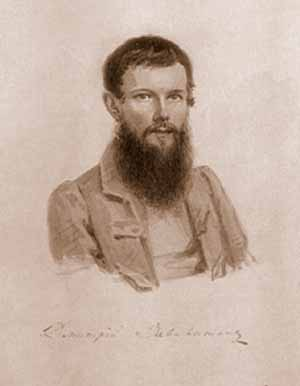
Dmitri Irinarkhovitch Zavalichine

- Dmitri Irinarkhovitch Zavalichine (1804-1892) : lieutenant de la flotte russe, journaliste et mémorialiste, fils du major-général Irinarkh Ivanovitch Zavalichine, il ne fut pas officiellement un membre des organisations décembristes, néanmoins il partagea leurs idées. Absent lors du soulèvement du 14 décembre 1825, il fut malgré tout arrêté en janvier 1826 pour interrogatoire puis relâché. En mars 1826, de nouveau arrêté. Accusé de régicide le tribunal lui infligea une peine de travaux forcés à vie, il travailla à la mine de Nertchinsk puis envoyé en résidence à Tchita[12].
- Konstantin Gustavovitch Igelström (1799-1851) : issu d’une famille de la noblesse suédoise, capitaine, il fut l’un des fondateurs et chef de la Société secrète des Amis militaires, il fut l’initiateur de la révolte du bataillon des pionniers de Livonie. Arrêté le 27 décembre 1825, il fut placé sous surveillance policière dans la ville de Białystok. La Haute cour criminelle lui infligea la peine capitale, par le décret impérial de Nicolas Ier de Russie, le 15 avril 1827, sa peine fut commuée à dix ans de travaux forcés et à la privation de tous ses titres de noblesse. Sa peine purgée, interdit de séjour dans les villes de Moscou et de Saint-Pétersbourg, il s’établit à Taganrog où il décéda le 11 décembre 1851, il fut inhumé dans le vieux cimetière de cette ville[13].
- Nikita Mikhaïlovitch Mouraviov (1796-1843) : un des principaux idéologues du mouvement décembriste. Il prit une part active dans la fondation de l’Union du Salut (1816), l’un des cofondateurs de l’Union du Bien-Être (1818). Membre de l’Union de prospérité. Le 10 juillet 1826, il fut condamné à purger une peine de 20 ans de réclusion mais le 22 août 1826 sa peine d’emprisonnement fut ramenée à 15 ans. Il fut incarcéré dans la forteresse de Tchita puis en septembre 1830, il fut envoyé à Petrovski Zavod où il enseigna l’Histoire russe et l’Histoire militaire. En novembre 1832, sa peine d’emprisonnement fut réduite à 10 ans[14].
- Matveï Ivanovitch Mouraviov-Apostol (1793-1886) : frère aîné des décembristes Sergueï Ivanovitch Mouraviov-Apostol et d’Ippolit Ivanovitch Mouraviov-Apostol, ancien lieutenant-colonel du régiment d’infanterie Poltava, membre des Loges maçonniques Les Amis-Unis et desTrois Vertus, avec son frère, il prit part au soulèvement du 29e régiment d’infanterie Tchernigov. Condamné à 30 années de travaux forcés puis à la relégation en Sibérie.
- Ivan Ivanovitch Pouchtchine (1798-1859) : membre de l’Union de la protection sociale (1817) membre de l’Union du Bien-être (1818), la Haute Cour le juge coupable de tentative de régicide. Le tribunal le condamna à la peine capitale, cette peine fut commuée en réclusion à vie. Le 29 juillet 1826, il fut incarcéré à la forteresse de Schlüsselbourg, puis fut exilé en Sibérie où il fut emprisonné dans la forteresse de Tchita puis travailla à Petrovski Zavod. Amnistié en 1856, il rédigea les Notes de Pouchkhine[15].
- Sergueï Petrovitch Troubetskoy,
- Sergueï Grigorievitch Volkonsky,
- Wilhelm Karlovitch Küchelbecker.

### Deuxième catégorie
Condamnation à la mort politique, c'est-à-dire à mettre la tête sur l'échafaud, et ensuite exilés aux travaux forcés à perpétuité.
- Ivan Alexandrovitch Annenkov (1802-1878) : lieutenant au régiment des chevaliers gardes, membre de la Société du Sud (1824). Le tribunal lui infligea une peine de 20 ans de travaux forcés réduite à 15 ans. Le 22 août 1826, enchaîné il fut déporté en Sibérie. Le 10 décembre 1826, il rejoignit ses camarades décembristes incarcérés à la forteresse de Tchita, le 28 janvier 1827, il fut transféré à Petrovski Zavod. En septembre 1830, sa peine fut réduite à 10 ans. Le 14 décembre 1835, sa peine de travaux forcés fut levée, sous surveillance policière, il vécut à Irkoutsk. Le 5 octobre 1837, il s’installa à Tourinsk, le 26 août 1856, il bénéficia de l’amnistie. Il décéda dans la ville de Nijni Novgorod où il fut inhumé.
- Nikolaï Vassilievitch Basarguine (1800-1861) : lieutenant au Régiment des Chasseurs de la Garde, haut conseiller du quartier général de la 2e Armée, membre de la Société du Bien-Être, de la Société du Sud. Le tribunal lui infligea une peine de 20 ans de travaux forcés. Le 22 août 1826, il fut transféré en Sibérie. Le 21 janvier 1827, il rejoignit ses camarades décembristes à la forteresse de Tchita. Le 7 mars 1827, il fut transféré à Petrovski Zavod. En septembre 1830, il bénéficia d’une remise de peine de 10 ans. Amnistié le 22 août 1856, il s’installa à Moscou[16].
- Mikhaïl Alexandrovitch Bestoujev (1800-1871) : frère de Nikolaï Alexandrovitch Bestoujev. capitaine en second au Régiment de la Garde Moskovski, membre de la Société du Nord. Le tribunal militaire le condamna aux travaux forcés à perpétuité, sa peine fut réduite à 20 ans. En août 1826, il fut emprisonné dans la forteresse de Schlüsselbourg. Déporté en Sibérie le 28 septembre 1827, il fut écroué à la prison de Tchita, la même année il fut transféré aux mines à Petrovsk-Zabaïkalski. Le 8 novembre 1838, il bénéficia d’une réduction de peine de 5 ans et le 14 décembre 1835, sa condamnation fut réduite à 13 ans. Le 10 juillet 1839, les deux frères Mikhaïl et Nikolaï furent transférés à Selenguinsk. Le 22 avril 1862, il reçut l’autorisation de s’installer à Moscou, en 1867, il quitta Selenguinsk et s’installa à Moscou où il décéda du choléra le 22 juin 1871[17].
- Nikolaï Alexandrovitch Bestoujev (1791-1855) : capitaine en second du 8e équipage de la Marine, membre du la Société du Nord (1824). La Haute Cour pénale lui infligea une peine de réclusion à perpétuité, celle-ci fut réduite à 20 ans de travaux forcés dans les mines de Nertchinsk en Sibérie[18].
- Alexandre Filippovitch Frolov (1804-1885) : lieutenant au Régiment d’infanterie de Penza, membre de la Société des Slaves-Unis (1825). Le tribunal le condamna à purger une peine de 20 ans de travaux forcés qui fut réduite à 15 ans. Le 22 août 1826, il fut déporté en Sibérie et incarcéré dans la forteresse de Tchita. Le 7 mars 1827, il fut transféré à Petrovski Zavod. En septembre 1830, il bénéficia d’une remise de peine de cinq ans. Le 26 août 1856, comme ses camarades, il bénéficia de l’amnistie. Il décéda à Moscou le 6 mai 1885[19].
- Piotr Fiodorovitch Gromnistski : lieutenant au régiment d’infanterie de Penza, il fut accusé de tentative de régicide, de participation au soulèvement décembriste. Il purgea une peine de 15 ans de travaux forcés en Sibérie.
- Ivan Vassilievitch Kireev : Enseigne à la 8e Brigade d’artillerie, membre actif de la Société des Salves-Unis, il fut accusé de tentative de régicide, de participation au soulèvement du 18 décembre 1825. Il purgea une peine de 15 ans de travaux forcés en Sibérie.
- Alexandre Alexandrovitch Krioukov (1796-1866) : Lieutenant dans un Régiment de cavalerie de la Garde. Membre de l’Union du Bien-être (1820), membre de la Société du Sud. Le 18 décembre 1825, il fut mis en état d’arrestation. Le tribunal lui infligea une peine de travaux forcés de 20 ans, sa peine fut réduite à 15 ans. Le 19 janvier 1827, il fut incarcéré dans la forteresse de Tchita. Le 3 mars 1827, il fut transféré à l’usine de Petrovski. En septembre 1830, il bénéficia d’une remise de peine de 10 ans. Le 26 août 1856, il bénéficia de l’amnistie, il s’installa à Moscou[20].
- Mikhaïl Sergueïevitch Lounine

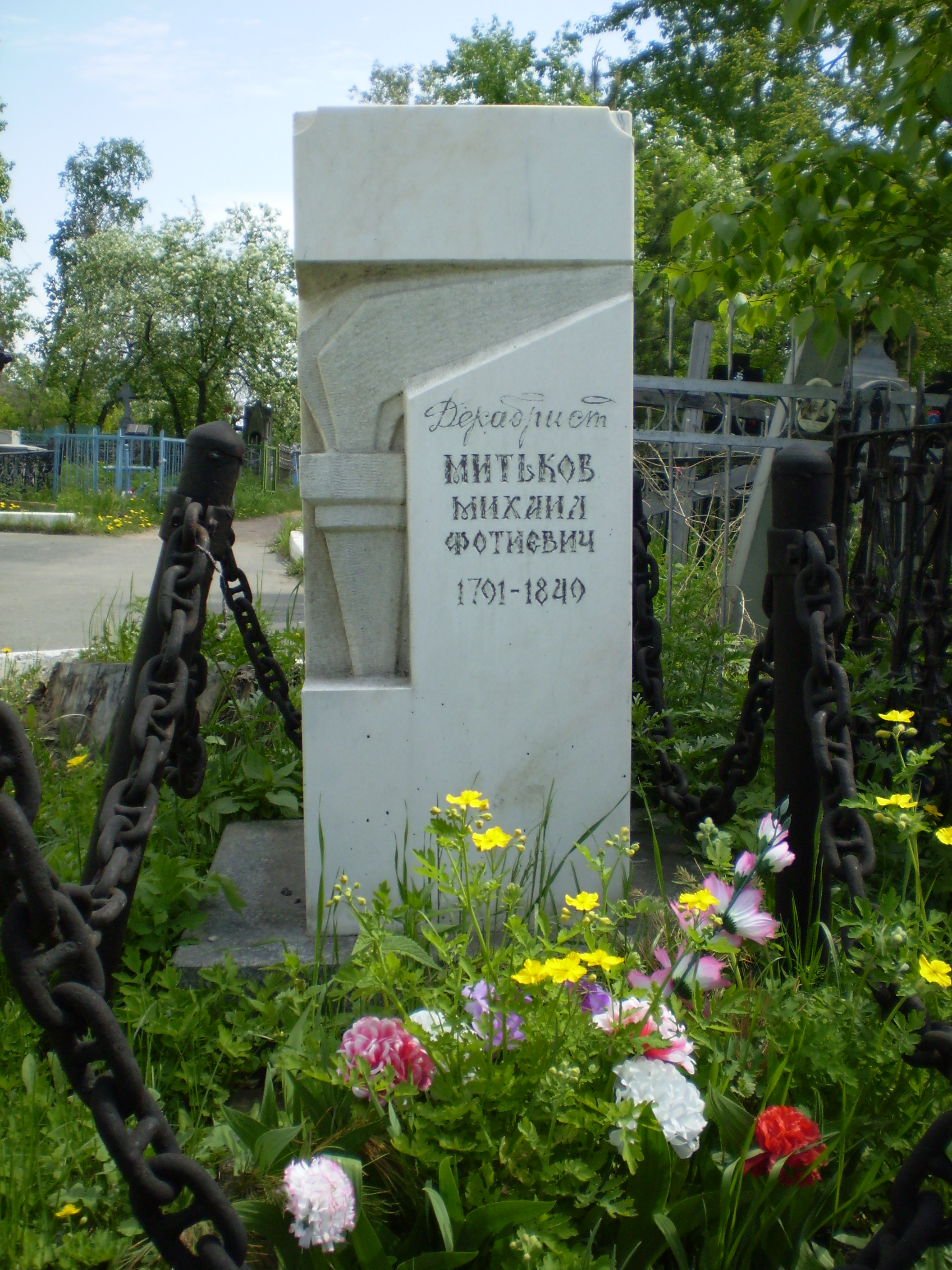
Tombe de Mikhaïl Fotievitch Mitkov au Cimetière de la Trinité de Krasnoïarsk.

- Mikhaïl Fotievitch Mitkov (1791-1849) : colonel au Régiment de la Garde Finliandski, membre de l’Union du Bien-Être (1818), membre de la Société du Nord (1821). Il fut désigné pour préparer le soulèvement de l’armée à Moscou où il fut arrêté en décembre 1825. Le 10 juillet 1826, le tribunal lui infligea une peine de 20 ans de travaux forcés, réduite à 15 ans. Le 22 août 1826, il fut emprisonné dans la forteresse de Sveaborg. En mars 1828, transféré en Sibérie. Le 24 avril 1828, il fut exilé Irkoutsk, le 18 juin 1826, il rejoignit ses camarades détenus à la forteresse de Tchita. À la fin du mois de juin de la même année, il entra à l’usine Petrovski. En septembre 1830, il bénéficia d’une remise de peine de 10 ans. Il décéda six ans plus tard à Krasnoïarsk[21].
- Vassili Sergueïevitch Norov (1793-1853) : ancien lieutenant-colonel du 5e régiment d’infanterie Kaloujski, membre de l’Union du Bien-Être (1818) et de la Société du Sud. Le tribunal le condamna à purger une peine de 15 ans, celle-ci fut réduite à 10 ans. Le 22 août 1826, il fut emprisonné dans la forteresse de Sveaborg, le 23 février 1827, il fut transféré à la forteresse de Schlusselbourg, le 10 décembre 1827, il fut incarcéré à la prison de Babrouïsk. Transféré à Revel, il décéda dans cette ville, le 10 décembre 1853[22].
- Piotr Nikolaïevitch Svistounov (1803-1889) : cornette au Régiment de Cavalerie de Sa Majesté Impériale Maria Fiodorovna, membre de la Société du Sud (1823). Il fut accusé de tentative de régicide, de tentative d’assassinat sur les membres de la famille impériale. Le tribunal lui infligea une peine de 15 ans de travaux forcés en Sibérie.
- Alexeï Ivanovitch Tioutchev : Capitaine au Régiment d’infanterie Penzenski, il fut accusé de tentative de régicide, de participation au soulèvement. Il purgea une peine de 15 ans de travaux forcés en Sibérie.

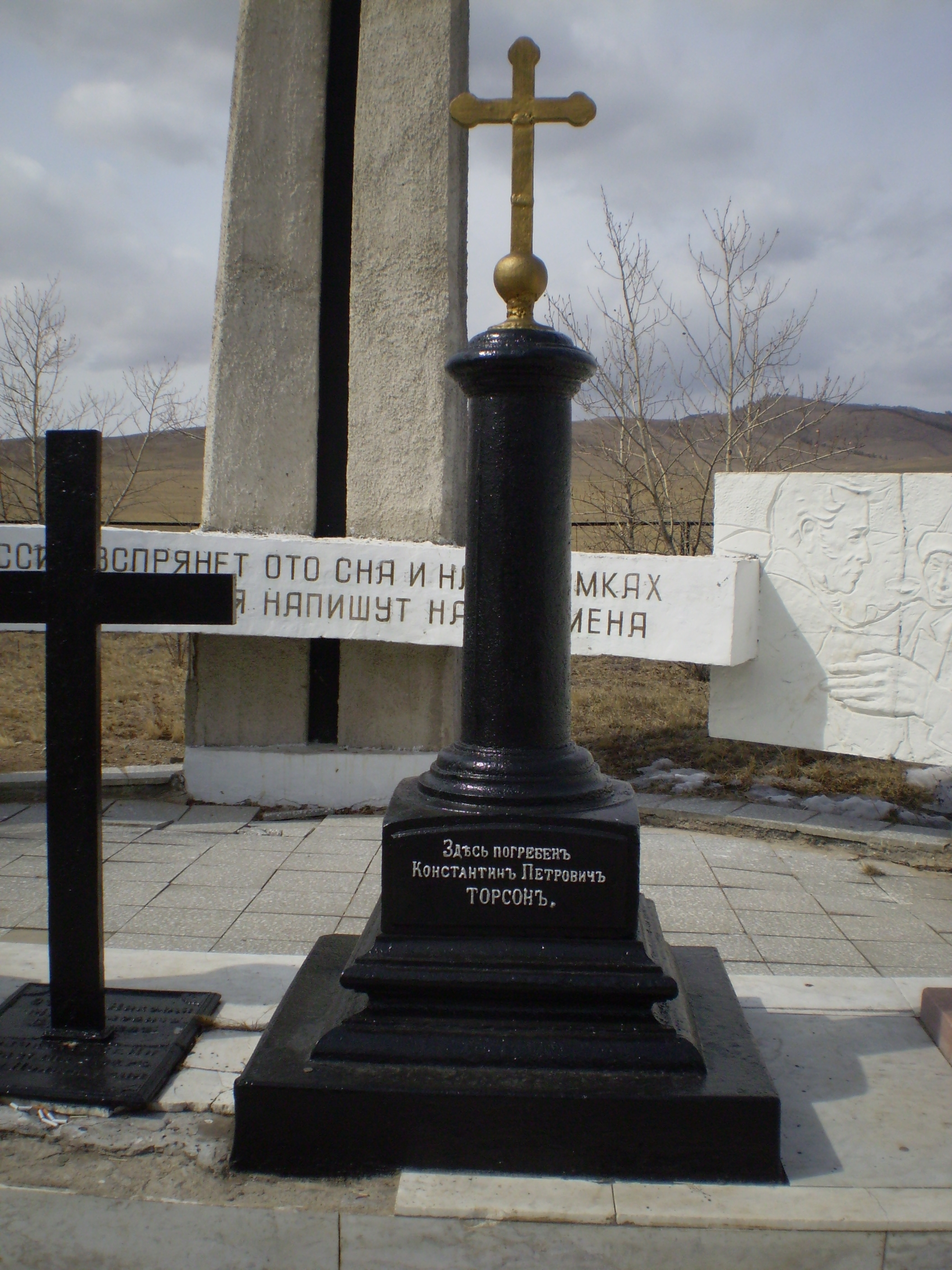
Tombe de Konstantin Petrovitch Torson.

- Konstantin Petrovitch Torson (1793-1851) : officier de la Marine impériale de Russie, membre de la Société du Nord, il ne prit aucune part au soulèvement du 18 décembre 1825. Le tribunal militaire le condamna à une peine de 20 ans de travaux forcés, cette dernière fut réduite à 15 ans. Le 22 août 1826, il fut déporté en Sibérie, le 10 décembre 1826, il écroué à la forteresse de Tchita, le 28 juillet 1827, il fut transféré aux mines de Petrovski. Le 8 novembre 1832, sa peine fut commuée à 10 ans de travaux forcés. Il décéda le 14 décembre 1851 à Selenguinsk, il fut inhumé près de la rivière Selenga aux côtés de son camarade décembriste Nikolaï Alexandrovitch Bestoujev.
- Vassili Pétrovitch Ivachev : capitaine de cavalerie du régiment de la garde, le tribunal lui infligea les peines de 15 ans de travaux forcés et la déportation en Sibérie.
- Nikolaï Alexandrovitch Krioukov : lieutenant d’intendance, il fut accusé de tentative de régicide, d’assassinat de la famille impériale, de participation au soulèvement sur la Place du Sénat, d’appartenance à une société secrète. Il purgea une peine de 15 ans de travaux forcés en Sibérie.
- Christian Ferdinand Bogdanovitch Wolf : médecin militaire à la 8e Armée. Le tribunal lui infligea une peine de 15 ans de travaux forcés en Sibérie.

### Troisième catégorie
Condamnation aux travaux forcés à perpétuité.
- Gavriil Stepanovitch Batenkov (1793-1863) : lieutenant-colonel du Corps ferroviaire, membre de la Société du Nord (1825). La Haute Cour pénale lui infligea une peine de 20 ans de travaux forcés. De 1827 à 1846, il fut emprisonné à la forteresse Alexeïevski Ravelin où il fut maintenu au secret puis exilé à Tomsk. En 1857, il s’installa à Kalouga où il décéda d’une pneumonie le 10 novembre 1863.
- Vladimir Ivanovitch Steinheil (1783-1862) : baron, lieutenant-colonel de la Flotte de la Baltique, il fut l’un des chefs dans la préparation du soulèvement décembristes, membre de la Société du Nord (1824), il prit part au soulèvement du 18 décembre 1825, il fut l’auteur d’un manifeste adressé au peuple russe. Arrêté à Moscou, la Haute Cour pénale lui infligea une peine de 20 ans de travaux forcés, celle-ci fut réduite à 10 ans. Il fut incarcéré à la prison de Tchita puis transféré aux mines à Petrovsk-Zabaikalsky. En 1835, il s’installa dans diverses villes sibériennes comme le village d’Elan (gouvernement d’Irkoutsk), en 1837, il fut transféré à Ichim, en 1840, il vécut à Tobolsk puis en 1843 à Tara, en 1852, de nouveau à Tobolsk. En 1856, comme ses camarades décembristes il bénéficia de l’amnistie et s’installa à Tver. En novembre 1856, il fut autorisé à revenir à Saint-Pétersbourg où il décéda le 20 décembre 1862[23].

### Quatrième catégorie
Condamnation à 15 ans de travaux forcés, puis assignation à résidence.
- Pavel Vassilievitch Avramov : Colonel au 64e Régiment d’Infanterie Kazanski, le tribunal lui infligea une peine de douze ans de servitude pénale réduite à huit ans de travaux forcés qu’il purgea en Sibérie.
- Alexandre Petrovitch Beliaïev : enseigne de vaisseau de l’équipage de la garde, relégué en Sibérie et au Caucase.
- Piotr Petrovitch Beliaïev : (le frère d’Alexandre Beliaïev), la Cour Suprême criminelle lui infligea une peine de douze ans de travaux forcés, celle-ci fut réduite à huit ans qu’il purgea en Sibérie.
- Pavel Sergueïevitch Bobrichtchev-Pouchkhine (1802-1865) : lieutenant, il appartint à la Société secrète Vérité du Sud. Condamné le 10 juillet 1826, le tribunal lui infligea une peine de 12 ans de travaux forcés, le 22 août de la même année cette peine fut réduite à huit ans. Le 17 mars 1827, il retrouva ses camarades décembristes à la forteresse de Tchita puis, en septembre 1830, il fut transféré à Petrovski Zavod. Le 12 juin 1839, il reçut l’autorisation de se rendre dans la ville de Tobolsk, ville où son frère fut interné dans un asile d’aliénés[24].
- Ivan Fiodorovitch Chimkov (1804-1836) : enseigne au Régiment d’Infanterie Saratovski, membre de la Société des Slaves-Unis (1825). Le 10 juillet 1826 le tribunal lui infligea une peine de douze ans de travaux forcés, le 22 août de la même année, sa peine fut réduite à huit ans. Le 22 août 1826, il fut transféré dans une forteresse en Sibérie, le 27 janvier 1827, il rejoignit ses camarades décembristes à la prison de Tchita, en septembre 1830, il fut transféré à Petrovski Zavod[25].
- Piotr Ivanovitch Falenberg : Il purgea une peine de huit années de travaux forcés en Sibérie.
- Ilia Ivanovitch Ivanov : membre de la Société des Slaves-Unis (1825), coupable de tentative de soulèvement au sein du régiment Tchernigov, le tribunal lui infligea une peine de douze ans de prison. Celle-ci fut réduite à huit ans d’emprisonnement. Exilé en Sibérie, il fut incarcéré à la prison de Tchita puis fut transféré à Petrovski Zavod. En 1833, il fut envoyé en exil dans la région d’Irkoutsk, il décéda le 28 décembre 1838.
- Alexandre Osipovitch Kornilov (1800-1834) : historien et écrivain, membre de la Société du Sud (1825), il prit part à la préparation du soulèvement, présent sur la Place du Sénat le 14 décembre 1825, il fut mis en état d’arrestation le soir même. Le 10 juillet 1826 le tribunal lui infligea une peine de douze ans de servitude pénale en Sibérie, celle-ci fut réduite à huit ans. Le 9 mars 1827, il fut incarcéré à la prison de Tchita. En 1827, la Chancellerie de Sa Majesté Impériale reçut une dénonciation du romancier Faddeï Venediktovitch Boulgarine, ce dernier accusa Kornilov d’espionnage au profit du gouvernement autrichien. Le décembriste fut immédiatement transféré de la prison de Tchita à Saint-Pétersbourg où il subit un interrogatoire, mais sa culpabilité ne fut pas démontrée. Il continua de purger sa peine à la forteresse Pierre-et-Paul. En novembre 1832, il fut transféré au Régiment d’infanterie Chirvanski à Tiflis où, le 30 août 1834, il décéda d’une lithiase biliaire[26].
- Nikolaï Ivanovitch Lorer

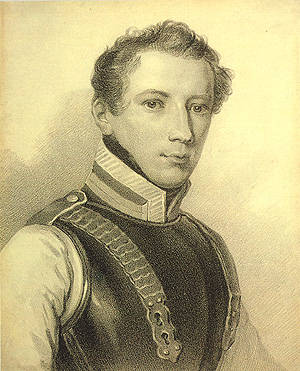
Alexandre Mikhaïlovitch Mouraviov, un portrait de Piotr Fiodorovitch Sokolov (1822).

- Alexandre Mikhaïlovitch Mouraviov (1802-1853) : cornette au Régiment de cavalerie de Sa Majesté Impériale Maria Fiodorovona (1824), membre de l’Union du Bien-Être (1820), il rejoignit la Société du Nord en mai 1821, en état d’arrestation en 1825. La Cour suprême criminelle lui infligea une peine de douze ans de travaux forcés, en août de la même année cette peine fut réduite à huit ans. Le 10 décembre 1826, avec son frère aîné, Ivan Alexandrovitch Annenkov et Konstantin Petrovitch Torson, il fut exilé en Sibérie. En 1830, il fut transféré à Petrovski Zavod, en 1832, libéré, il refusa de quitter son frère, il demeura à l’usine. En 1835, il s’établit à Urik, un petit village du gouvernement d'Irkoutsk. En 1844, il obtint la permission de s’établir à Tobolsk où il décéda en 1853[27].
- Pavel Dmitrievitch Mozgan : Lieutenant au Régiment Penzenski, le tribunal lui infligea une peine de douze ans de travaux forcés réduite à huit années de servitude pénale, il fut exilé en Sibérie.
- Alexandre Ivanovitch Odoïevski
- Mikhaïl Alexandrovitch Fonvizine (1787-1854) : major-général, philosophe, représentant du Socialisme utopique. La Haute Cour pénale le condamna à 15 ans de bagne et à l’exil en Sibérie. Le 10 juin et le 22 août 1826, il bénéficia d’une réduction de peine de douze ans puis de huit ans qu’il purgea à la forteresse de Tchita puis à Petrovski Zavod. En 1832, il fut exilé à Enisseïsk, puis en 1838 à Krasnoïarsk puis en résidence surveillée à Tobolsk[28].
- Piotr Alexandrovitch Moukhanov : capitaine en second du régiment de la Garde Ismaïlovski de la garde impériale. La Haute Cour pénale lui infligea une peine de 8 ans de bagne, déporté en Sibérie et assigné à résidence au fortin de Bratsk.
- Mikhaïl Mikhaïlovitch Narychkine (1798-1863) : colonel au régiment d’infanterie Taroutinski, membre de l’Union du Bien-Être (1818), de la Société du Nord. Le 10 juillet 1826 sa peine fut confirmée, il fut condamné à 12 ans de travaux forcés mais sa peine fut ramenée à huit ans, il fut incarcéré à la forteresse de Tchita en Sibérie.
- Iosif Viktorovitch Podgio (1792-1848)  :ancien capitaine du régiment de la Garde Préobrajensky, membre de la Société du Sud (1824). Le 10 juillet 1826, la Haute Cour pénale lui infligea une peine de 12 ans de travaux forcés, réduite à huit ans. Le 22 août 1826, il fut incarcéré à la forteresse de Sveaborg.

### Cinquième catégorie
Condamnation à 10 ans de travaux forcés, puis assignation à résidence.
- Mikhaïl Andreïevitch Bodisko (1803-1867) : Aspirant, il prit personnellement part au soulèvement du 18 décembre 1825 et incita les soldats de rangs subalternes à la rébellion. La Cour Suprême criminelle lui infligea une peine de cinq ans d’exil à Bobrouïsk.
- Mikhaïl Nikolaïevitch Glebov (1804-1851) : greffier adjoint à la Commission d’État chargé du recouvrement des dettes, il prit part au soulèvement sur la Place du Sénat. Les enquêteurs ne purent déterminer son appartenance à une société secrète. Arrêté le 17 décembre 1825, il fut incarcéré à la forteresse Pierre et Paul. Le 10 juillet 1826, la Cour suprême criminelle lui infligea une peine de 10 ans de travaux forcés. Le 22 août 1826, cette peine fut réduite à six ans. Le 5 février 1827, il fut transféré en Sibérie. Le 22 mars 1827, il rejoignit ses camarades décembristes à la forteresse de Tchita, en septembre 1830, comme beaucoup de ses compagnons de détention, il fut transféré à Petrovski Zavod. En août 1832, il fut placé en résidence surveillée dans le village de Kabansk (aujourd’hui en République de Bouriatie). En raison de son mauvais état de santé, il demanda son transfert dans la ville de Bratsk située dans le gouvernement d’Irkoutsk, mais cette demande fut rejetée le 5 juin 1841. Officiellement, il décéda des suites de coups et d’empoisonnement le 19 octobre 1851 dans la colonie de Kabansk[29].
- Mikhaïl Karlovitch Küchelbecker (1798-1859) : lieutenant de marine, en 1819, à bord du brick Terre nouvelle (Novaïa Zemlia), il prit part à une expédition en Océan Arctique et longea les côtes de la Nouvelle-Zemble, de 1821 à 1824, sur le navire Apollon. Il participa à une expédition au Kamtchatka. Il ne milita dans aucune société secrète mais prit une part active au cours du soulèvement de la Place du Sénat. Le 15 décembre 1825, il fut incarcéré à la forteresse Pierre et Paul à Saint-Pétersbourg. Le 7 janvier 1826, il fut emprisonné dans la forteresse de Vyborg, le 2 juin de la même année, il fut de nouveau transféré à la forteresse Pierre et Paul. La Haute Cour criminelle lui infligea une peine de huit ans de travaux forcés, le 22 août 1826, cette condamnation fut réduite à cinq ans. Le 22 juillet 1826, il fut exilé Kexholm. Le 5 février 1827, il fut exilé en Sibérie, le 22 mars 1827, il rejoignit ses compagnons décembristes à la prison de Tchita, en novembre 1830, il fut transféré à Petrovski Zavod. Au cours de sa détention, il étudia l’histoire, la géographie, l’économie, prit des leçons de chant. Sa peine purgée, il s’établit Bargouzine. L’amnistie du 26 août 1856, lui restitua ses privilèges et ses titres de noblesse. Il décéda dans la ville de Bargouzine le 29 septembre 1859[30].
- Nikolaï Petrovitch Repine : capitaine au régiment de la Garde Finliandski. La Cour suprême criminelle lui infligea une peine de huit ans de servitude pénale, cette peine fut réduite à cinq ans qu’il purgea en Sibérie.
- Andreï Ievgenevitch Rozen (1799-1884) : baron, lieutenant au Régiment de la Garde Finliandski, membre de la Société du Nord (1825), le 18 décembre 1825, il prit part au soulèvement de la Place du Sénat. La Cour suprême criminelle lui infligea une peine de dix ans de travaux forcés, réduite à six ans, De 1827 à 1832, il fut exilé à Tchita puis à Kourgan dans le gouvernement de Tobolsk. En 1856, il bénéficia de l’amnistie[31].

### Sixième catégorie
Condamnation à 6 ans de travaux forcés, puis assignation à résidence.

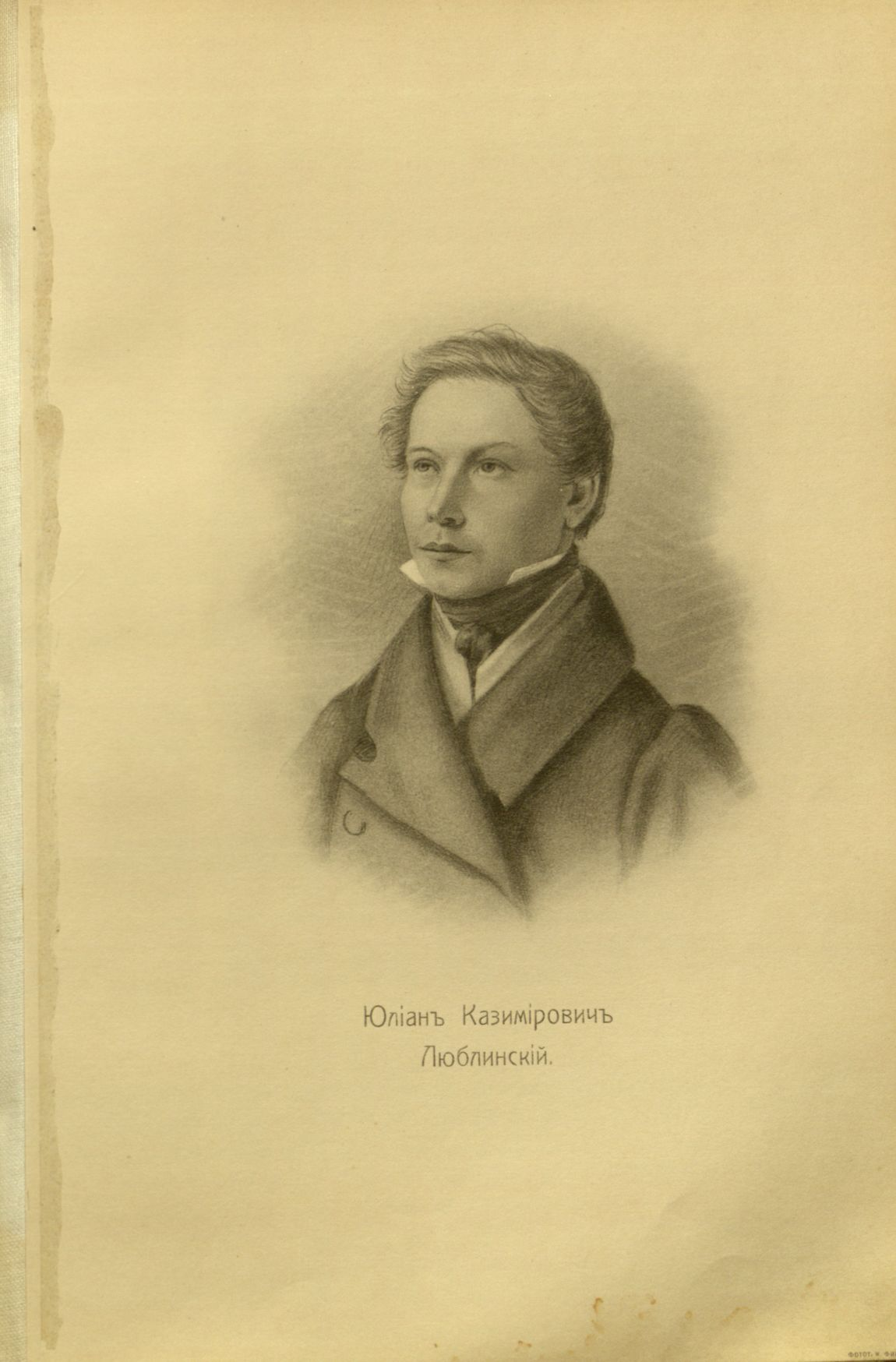
Ioulian Kazimirovitch Lioublinski.

- Ioulian Kazimirovitch Lioublinski,
- Alexandre Nikolaïevitch Mouraviov (1792-1863) : Commandant, l’un des fondateurs du mouvement décembriste et de la Société l’Union du Salut, membre de l’Union du Bien-Être. À son encontre, il fut prononcé une peine d’exil en Sibérie sans privation de rang et de titre de noblesse. Il vécut son exil à Ialoutorovsk (région de Tioumen) puis à Oulan-Oudé (ville de Sibérie orientale).

### Septième Catégorie
Condamnation à 4 ans de travaux forcés, puis assignation à résidence.
- Ivan Borissovitch Avramov (1802-1840) : lieutenant d’intendance issu d’une famille noble du gouvernement de Toula, membre de la Société du Sud. Le 10 juillet 1826, la Cour Suprême criminelle lui infligea une peine de deux ans de travaux forcés réduite à un an. Le 15 février 1827, il fut transféré en Sibérie. Le 15 avril 1827, avec ses camarades décembristes il fut emprisonné à la forteresse de Tchita. Fin avril 1828, sa peine de travaux forcés purgée, il fut transféré dans une colonie située dans le village de Touroukhansk[32].
- Alexandre Karlovitch Berstel (1788-1830) : lieutenant-colonel dans une brigade d’artillerie, issu d’une famille noble du gouvernement de Kazan, en septembre 1825, il appartint à la Société des Slaves-Unis. Arrêté en janvier 1826, il fut incarcéré à la forteresse Pierre et Paul à Saint-Pétersbourg. En juillet 1827, la Cour Suprême criminelle le condamna à deux ans de travaux forcés. Transféré à Bobrouïsk en juillet 1826, le mois suivant sa peine fut réduite à un an. En août 1827, ayant purgé sa peine, comme simple soldat, il intégra le 45e Régiment de Chasseurs stationné dans le Caucase, puis en janvier 1829, il servit au 41e Régiment de Chasseurs. Au cours de la Guerre russo-turque de 1828-1829, il fut grièvement blessé[33].
- Nikolaï Iakovlevitch Boulgari (1805-1841) : lieutenant au Régiment de cuirassiers de la Garde de Sa Majesté, en 1825, il rejoignit les membres de la Société du Sud, mis en état d’arrestation à Odessa le 18 décembre 1825, il fut transféré à la forteresse Pierre et Paul de Saint-Pétersbourg en janvier 1826. La Cour Suprême criminelle lui infligea une peine de deux ans de travaux forcés, en août 1826, elle fut réduite à un an. Il fut incarcéré dans la forteresse de Dünaburg. Il fut autorisé à purger la fin de sa peine au 45e Régiment de chasseurs Finliandski. En octobre 1827, il fut transféré au Régiment de cavalerie Severski, en janvier 1832, au grade de lieutenant, il servit au Régiment de Lanciers Tchougouevski, en 1834, il quitta l’armée et remplit diverses missions auprès du gouverneur de Kertch. En 1839, il s’établit définitivement à Revel[34].
- Alexandre Fiodorovitch Brig (1792-1859) : né Alexandre von der Briggs, colonel en retraite du Régiment de la Garde Izmaïlovski, homme politique russe, il milita au sein de la Société du Sud (1825). En juillet 1826, la Cour Suprême criminelle le condamna à une peine de deux ans de servitude, le mois suivant elle fut réduite à un an. En février 1827, il fut exilé en Sibérie, en avril de la même année, il rejoignit ses camarades décembristes à la prison de Tchita. Au cours de sa détention, il travailla aux mines Nertchinski. En avril 1828, sa peine purgée, il fut envoyé dans une colonie située sur les rives de la Pelym. En 1856, après avoir bénéficié de l’amnistie, il s’établit à Peterhof. Il décéda le 27 juin 1859 à Saint-Pétersbourg[35]
- Andreï Vassilievitch Entaltsov : La Cour Suprême criminelle lui infligea une peine de deux ans de travaux forcés en Sibérie, la durée de cette peine fut ramenée à un an.
- Sergueï Ivanovitch Krivtsov (?-1864) : lieutenant au régiment d’artillerie à cheval de la Garde (1822), membre de la Société du Sud (1824).Le 10 juillet 1826, la Cour Suprême criminelle lui infligea une peine de deux ans de travaux forcés, la même année elle fut réduite à un an. Le 9 avril 1827, il fut incarcéré à la prison de Tchita[36].
- Vladimir Nikolaïevitch Likharev : officier d’intendance, la Cour suprême criminelle lui infligea une peine de travaux forcés de deux ans, cette peine fut réduite à un an.
- Nikolaï Fiodorovitch Lisovski (1802-1844) : issu d’une famille noble du gouvernement de Poltava, lieutenant au Régiment d’infanterie Penzenski, membre de la Société des Slaves-Unis (1825). Le 10 juillet 1826, la Cour Suprême criminelle lui infligea une peine de deux ans de travaux forcés réduite à un an. Le 4 avril 1827, il fut incarcéré à la prison de Tchita[37].
- Ivan Iourevitch Polivanov (1798 ou 1799-1826) : colonel en retraite du Régiment de cavalerie de la Garde, il rejoignit les membres de la Société du Sud en 1824, il prit également part aux différentes réunions de la Société du Nord. À Moscou, le 28 décembre 1825, il fut mis en état d’arrestation. Le 1er janvier 1826, il fut incarcéré dans la forteresse Pierre et Paul à Saint-Pétersbourg. Le 10 juillet de la même année, la Cour Suprême criminelle lui infligea une peine de deux ans de travaux forcés, réduite à un an. Il décéda le 9 février 1826, il fut inhumé dans le cimetière de Smolensk[38].
- Alexeï Ivanovitch Tcherkasov (1799-1855) : baron et lieutenant dans une unité de l’intendance, en 1824, il rejoignit la Société du Sud, puis fut membre de la Société du Nord. Il ne fut pas directement impliqué dans les événements de la Place du Sénat. Malgré tout, il fut reconnu coupable et condamné à deux ans de travaux forcés. Le 3 septembre 1826, cette peine fut réduite à un an. Du 27 avril 1827 à avril 1828, il purgea sa peine à la forteresse de Tchita. Libéré, il vécut en exil à Beriozovo, ville située dans le gouvernement de Tobolsk, puis il fut autorisé à s’établir dans la région de Tioumen à Ialoutorovsk. Le 9 août 1837, ayant purgé sa peine, il fut incorporé au 77e régiment d’infanterie Tenginski et servit dans le Caucase, le 15 mai 1839, il fut transféré au 80e régiment de chasseurs Kabardianski. Le 8 février 1843, il prit sa retraite[39].
- Zakhar Grigorievitch Tchernychiov (1797-1862) : comte, capitaine dans un régiment de cavalerie, membre de la Société du Sud (1825). La Cour Suprême criminelle lui infligea une peine de deux ans de travaux forcés commuée à un an. Le 9 avril 1827, il rejoignit ses camarades décembristes à la prison de Tchita. En mai 1828, ayant purgé sa peine, il fut transféré dans une colonie située dans la ville de Iakoutsk. Le 4 septembre 1829, il fut incorporé au 41e Régiment de Chasseurs. Le 26 août 1856, il bénéficia de l’amnistie. En mai 1862, il décéda à Rome où il fut inhumé avec son épouse[40].
- Vassili Karlovitch Tiesenhausen (1779 ou 1780-1857) : issu d’une famille de la noblesse du gouvernement de Livonie, colonel au Régiment d’Infanterie Potalvski. Membre de la Société du Sud (1824). Le 10 juillet 1826, la Cour suprême criminelle lui infligea une peine de deux ans de travaux forcés, la même année elle fut réduite à un an. Le 9 avril 1827, il rejoignit ses camarades décembristes à la prison de Tchita. Le 26 août 1856, il bénéficia de l’amnistie. Avec sa famille, il s’établit à Narva où il décéda le 29 octobre 1857[41].
- Vladimir Sergueïevitch Tolstoï (1806-1888) : enseigne au 65e régiment d’infanterie Moskovski (1825), membre de la Société du Sud (1824). Le 10 juillet 1826, la Cour suprême criminelle lui infligea une peine de deux ans de travaux forcés, cette dernière fut réduite à un an. Le 4 septembre 1826, il fut emprisonné à la forteresse de Tchita. Le 4 septembre 1827, Nicolas Ier de Russie lui accorda la permission de s’établir dans une colonie du gouvernement d’Irkoutsk, en août 1826, il fut incorporé au 41e Régiment de Chasseurs, le 18 septembre 1829, il fut intégré dans un bataillon du Caucase, le 13 novembre 1837, il servit au régiment d’infanterie Navaginski, le 20 août 1839, il entra au dans un régiment d’infanterie de ligne Cosaques du Caucase. Le 20 août 1856, il bénéficia de l’amnistie[42].
- Nikolaï Alexandrovitch Zagoretski (1797-1885) : lieutenant d’intendance issu d’une famille noble de le gouvernement de Smolensk, membre de la Société du Sud (1825). Le 10 juillet 1826, la Cour Suprême criminelle lui infligea une peine de travaux forcés de deux ans, celle-ci fut réduite à un an. Incarcéré à la forteresse Pierre et Paul, le détenu Zagoretski fut transféré en Sibérie le 22 août 1826. Le 17 février 1827, il fut emprisonné dans la forteresse de Tchita. Sa peine purgée, il fut transféré dans une colonie du gouvernement d’Irkoutsk. Incorporé comme simple soldat dans le Régiment Havaginski, puis en janvier 1838, il intégra le Régiment d’infanterie Navaginski. Le 10 avril 1839, il devint sous-officier. En 1843, il quitta l’armée[43].

### Huitième catégorie
Condamnation à la privation de rang, déchéance de noblesse et à l'assignation de résidence.
- Andreï Nikolaïevitch Andreïev (1803 ou 1804-1831) : lieutenant au Régiment de la Garde Izmaïlovski, membre de la Société du Nord en 1825, arrêté en décembre 1825, il fut incarcéré à la forteresse Piere et Paul à Saint-Pétersbourg. En juillet 1826, la Cour Suprême criminelle le condamna à l’exil à perpétuité, cette peine fut réduite à 20 ans. En août de la même année, il fut transféré à Iakoutsk, puis, envoyé dans une colonie à Olekminsk (gouvernement de Iakoutsk). Transféré dans une autre colonie sur ordre impérial, en chemin, il fit étape dans la petite ville de Verkhoïansk. Dans la nuit du 28 septembre 1831, avec Nikolaï Petrovitch Repine, il périt dans l’incendie qui se déclara dans la petite maison où il séjournait[44].
- Nikolaï Sergueïevitch Bobrichtchev-Pouchkhine (1800-1871) : lieutenant d’intendance, membre des Sociétés secrètes l’Union du Bien-Être (1820 ou 1821) et Société du Sud. Appréhendé en décembre 1825, il fut conduit à la forteresse Pierre et Paul où il fut emprisonné. En octobre 1826, la Cour Suprême criminelle lui infligea une peine de bannissement à vie. Cette sanction pénale fut ramenée à vingt ans d’exil. En août 1826, il fut envoyé à Srednekolymsk en Iakoutie puis, en 1827, il fut exilé dans la ville de Touroukhansk (krai de Krasnoïarsk). Quelques mois plus tard, déclaré aliéné par le gouverneur de Sibérie orientale, il fut interné au monastère de la Trinité situé près de la ville de Touroukhansk. En 1827, le Saint-Synode décréta son internement au monastère Ienisseï-Spasski. Puis de 1828 à 1829, il séjourna à l’hôpital d’Ienisseï. Après une minutieuse enquête sur son état mental, il fut placé dans un asile d’aliénés à Krasnoïarsk. En 1833, son frère cadet le rejoignit dans cette petite ville de Sibérie et ce dernier fut autorisé à héberger son frère malade à son domicile personnel. Le décret de juin 1839, permit aux deux frères Bobrichtchev-Pouchkhine de s’établir à Tobolsk. Dans la capitale sibérienne, il fut à nouveau placé dans un hôpital psychiatrique. En 1856, après plusieurs demandes réitérées de leurs proches, les deux frères reçurent la permission de s’établir dans le gouvernement de Toula[45].
- Boris Andreïevitch Bodisko (1800-1828) : lieutenant, issu d’une famille noble luthérienne de le gouvernement de Toula, il fut l’un des acteurs du soulèvement de la Place du Sénat. Mis en état d’arrestation dans la nuit du 15 décembre au 16 décembre 1825, il fut transféré à la forteresse Saint Pierre et Paul à Saint-Pétersbourg. La Cour Suprême criminelle prononça contre lui la peine de bannissement à vie commuée à vingt ans d’exil. Il purgea une partie de sa peine à Vladikavkaz. Le 26 septembre 1826, il s’enrôla dans le Régiment d’infanterie Tifliski, dans ses rangs, il participa à la Guerre russo-persane de 1826-1828. Le 24 mai 1828, il fut tué lors des combats[46].
- Fiodor Petrovitch Chakhovskoï (1796-1829) : prince, capitaine en retraite du Régiment de la Garde Semionovski, franc-maçon, il fut membre des Amis-Unis, des Trois Vertus, du Sphinx. Il siégea au Conseil d’administration de la société secrète l’Union du Bien-Être dont il fut l’un des fondateurs. Arrêté à Saint-Pétersbourg le 9 mars 1826, il fut l’un des rares décembristes à refuser de plaider coupable. Condamné au bannissement à vie, sa peine fut quelque temps plus tard réduite à vingt ans d’exil. En 1826, il fut envoyé à Touroukhansk, puis, le 14 septembre 1827 transféré à Ienisseïsk. Au cours de son exil, il décrivit la flore locale et rédigea des notes sur la région de Touroukhansk. Très affligé par la séparation de sa famille, à l’hiver 1828, il donna des signes d’aliénation mentale. Nicolas Ier de Russie autorisa le transfert du prince au monastère de Saint-Euthymius à Souzdal où son épouse fut autorisée à lui prodiguer des soins. Le 6 mai 1829, il refusa toute nourriture, il poursuivit sa grève de la faim jusqu’à sa mort le 22 mai 1829. Il fut inhumé dans le cimetière du monastère[47].
- Andreï Ivanovitch Chakhirev (1799-1828) : lieutenant au Régiment d’infanterie Tchernigov, membre de la Société des Slaves-Unis (1825), mis en état d’arrestation en février 1826 à Moguilev, il fut transféré à la forteresse Saint Pierre et Paul à Saint-Pétersbourg. Le 7 octobre 1826, il fut condamné au bannissement à vie, peine commuée à vingt d’exil. De 1826 à 1828, il purgea sa peine à Sourgout où il décéda le 17 mai 1828[48].
- Ivan Fioforovitch Fogt (1794-1842) : capitaine au Régiment d’infanterie d’Azovski, issu d’une famille noble luthérienne du gouvernement de Courlande. Membre de la Société du Sud (1824). Arrêté en décembre 1825 à Toultchine, en janvier 1826, il fut incarcéré à la forteresse Saint Pierre et Paul. La Cour Suprême criminelle lui infligea une peine de bannissement à vie, quelque temps plus tard cette sanction pénale fut ramenée à vingt ans. De 1828 à 1829, il fut détenu dans la forteresse de Berezov[49].
- Andreï Fiodorovitch Furman (1795-1835) : issu d’une famille saxonne appartenant à la noblesse de le gouvernement de Kiev, lieutenant au Régiment d’infanterie Tchernigov, il commanda six compagnies de mousquetaires. Membre de la Société des Slaves-Unis (1825). Après son arrestation en mai 1826, dans l’attente de son procès, il fut détenu dans la forteresse Saint Pierre et Paul. Souffrant d’aliénation mentale, au cours de sa détention préventive, il fut à plusieurs reprises hospitalisé. La Haute Cour pénale lui infligea la peine de bannissement à vie. Exilé dans la ville de Kondisk (gouvernement de Tobolsk) où il décéda le 8 mars 1835[50].
- Valerian Mikhaïlovitch Golitsyne (1803-1859) : lieutenant, greffier, membre de la Société du Nord (1825), appréhendé le 23 décembre 1825, il fut incarcéré à la forteresse Pierre et Paul. Lors des premiers interrogatoires, il nia toute appartenance à la Société, puis avoua, mais il déclara ignorer la tentative de régicide fomentée contre le tsar et sa famille, son seul désir consistait à libérer les moujiks de leur servitude et d’instaurer une monarchie constitutionnelle en Russie. Le 10 juillet 1826, la Cour suprême criminelle lui infligea une peine de bannissement à vie. Le 31 juillet de la même année il fut envoyé dans la ville de Kirensk (Gouvernement d'Irkoutsk). Le 22 août 1826, sa peine fut ramenée à vingt ans d’exil. Le 1er juillet 1829, il s’enrôla au 42e régiment de Chasseurs, en 1834 au 80e régiment d’infanterie Kabardianski. Le 22 juillet 1838, en raison de son état de santé, il fut renvoyé de l’armée. Il décéda du choléra le 8 octobre 1859. Il fut inhumé dans le monastère Danilov à Moscou[51].
- Semion Grigorievitch Krasnokoutski (1787-1840) : conseiller d’État et procureur au 5e Bureau du ministère du Sénat, en 1817, il fut admis à siéger à l’Union du Bien-Être et à la Société du Sud. Il fut l’un des artisans de la préparation du soulèvement de la Place du Sénat. Arrêté le 27 décembre 1825 à Saint-Pétersbourg, il fut emprisonné dans la forteresse de Pierre et Paul. La Cour Suprême criminelle le condamna à vingt ans d’exil. Le 25 juillet 1826, il fut déporté Verkhoïansk en Iakoutie. En 1827, il fut transféré à Iakoutsk puis à Vitym. Sur la demande de ses parents, le 31 janvier 1827, il fut transféré de la colonie de Vitym à celle de Minoussinsk. Souffrant de rhumatismes aux jambes, le 9 juillet 1831, il lui fut permis de quitter la colonie pour recevoir les soins médicaux nécessaires dans la station thermale de Tourkinskie, il arriva à Krasnoïarsk où il resta en raison de la paralysie de ses jambes. Le 26 novembre 1837, il fut transféré à Tobolsk où il décéda le 3 février 1840[52].
- Nikolaï Osipovitch Mozgalevski
- Mikhaïl Alexandrovitch Nazimov (1800-1888) : président de la région de Pskov, membre de la Société secrète du Nord, arrêté le 27 décembre 1825, il comparut devant Haute Cour pénale. La Cour Suprême criminelle lui infligea une peine de bannissement à vie. Il fut tout d’abord exilé à Verkhnekolymsk, ville du gouvernement d'Irkoutsk puis s’installa dans la ville de Vitym en Sibérie orientale. Par décret du 30 avril 1830, il reçut l’autorisation de s’établir dans la ville de Kourgan où il vécut pendant sept ans. En 1837, comme plusieurs autres décembristes, il fut envoyé dans le Caucase et s’engagea dans 80e régiment d’infanterie Kabardianski. Il prit part à la guerre du Caucase. Après avoir servi dans le Caucase pendant près de neuf ans, pour raison de santé, le 23 juin 1846, il quitta l’armée au grade lieutenant. Il s’établit dans le gouvernement de Pskov où il fut réputé pour sa philanthropie. Lors de son accession au trône impérial, Alexandre II de Russie l’amnistia. Il prit une part active à la réforme agraire et, pendant plusieurs années il siégea comme président du conseil provincial du district de Pskov. Il décéda le 9 août 1888 à Pskov[53].
- Nikolaï Alexeïevitch Tchijkov (1803-1848) : lieutenant de marine, membre de la Société du Nord (1825), il fut l’un des acteurs du soulèvement de la Place du Sénat, appréhendé en décembre 1825, il comparut devant la Cour suprême criminelle. Il fut condamné au bannissement à perpétuité, cette sanction pénale fut réduite à 20 ans d’exil. En août 1826, il fut envoyé à Olekminsk (région de Iakoutsk), en 1832, il fut transféré à Irkoutsk. En 1833, il lui fut permis de s’engager dans une brigade d’infanterie, en septembre 1839, il incorpora un bataillon de Tobolsk, en 1842, il quitta l’armée et s’établit dans le gouvernement de Toula[54].
- Appolon Vassilievitch Vedeniapine (1803-1872) : lieutenant dans une brigade d’artillerie, il fut un membre de la Société des Slaves-Unis (1825), arrêté en février 1826, il fut incarcéré à la forteresse Pierre et Paul, traduit devant la Cour Suprême criminelle, il fut condamné au bannissement à vie (octobre 1826). La même année, il fut transféré à Iakoutsk puis, deux mois plus tard, il fut transféré dans la colonie de Kirensk. Sa peine de bannissement à vie fut commuée à 20 ans d’exil. En mai 1844, il fut nommé au poste de Directeur général adjoint de l’hôpital d’Irkoutsk, en juillet 1849, il en devint le directeur. En 1856, l’amnistie lui rendit sa liberté et ses titres, il s’établit dans le gouvernement de Tambov[55].
- Vassili Ivanovitch Vranitski (1785 ou 1786-1832) : lieutenant d’intendance, il milita au sein de la Société du Sud (1825). Le 10 janvier 1826, il fut arrêté à Jytomyr puis, dans l’attente de son procès, il fut détenu dans la forteresse Pierre et Paul à Saint-Pétersbourg. La Haute Cour pénale prononça contre lui une peine de bannissement à vie commuée à vingt ans d’exil. Il fut envoyé à Pelym où il décéda le 2 décembre 1832[56].
- Nikolaï Fiodorovitch Zaïkine (1801-1833) : lieutenant d’intendance issu d’une famille de la noblesse de le gouvernement de Koursk. Membre de la Société du Sud (1825), arrêté en janvier 1826, il fut incarcéré dans la forteresse de Saint Pierre et Paul à Saint-Pétersbourg. En octobre 1826, la Haute Cour pénale lui infligea la peine de bannissement à vie. Transféré à Okhotsk (kraï de Khabarovsk), sa peine fut, quelques mois plus tard réduite à vingt ans d’exil. En 1828, il fut transféré dans la ville de Vitym où il décéda le 23 juillet 1833. Il fut l’auteur de divers poèmes[57].

### Neuvième catégorie
Condamnation à la privation de rang, déchéance de noblesse et à l'exil en Sibérie.
- Nil Pavlovitch Kojevnikov (1804-1837) : lieutenant au régiment de la Garde Izmaïlovski, entre 1824 et 1825, il siégea à la Société du Nord. En décembre 1825, il fut arrêté et placé en détention provisoire à la forteresse Pierre et Paul à Saint-Pétersbourg. La Cour suprême criminelle le priva de son titre de noblesse et de ses privilèges, en outre, il fut condamné à l’exil dans une ville de garnison éloignée de la capitale. Il fut incorporé dans un régiment stationné dans la ville d’Orenbourg puis quelques mois plus tard, il fut transféré dans la région du Caucase[58].
- Piotr Petrovitch Konovnitsyne (1803-1830) : lieutenant, fils du comte Piotr Petrovitch Konovnitsyne, frère aîné d’Ivan Petrovitch Konovnitsyne, membre de la Société du Nord (1825). Arrêté en décembre 1825, dans l’attente de son procès, il fut placé en détention provisoire dans la forteresse Pierre et Paul à Saint-Pétersbourg. La Cour suprême criminelle le condamna à une peine de prison, à la rétrogradation, à servir dans des casernes éloignées de la capitale impériale. Enrôlé dans un bataillon caserné à Semipalatinski puis, le 22 août 1826, il servit dans la région du Caucase où il intégra un bataillon de pionniers. Il s’illustra au cours de la guerre russo-turque de 1828-1829)[59].
- Nikolaï Nikolaïevitch Orjitski (1796-1861) : arrêté, il fut placé en détention provisoire à la forteresse Pierre-et-Paul à Saint-Pétersbourg. La Haute Cour pénale le condamna à l’exil dans une garnison éloignée de la capitale, en outre, il fut privé de son titre de noblesse et de ses privilèges. Il fut incorporé dans un bataillon en garnison dans la ville de Kizliar. Le 22 août 1826, un décret impérial le transféra dans un régiment de dragons stationné à Nijni Novgorod. Il s’illustra au cours de la Guerre russo-turque de 1828-1829. La permission de s’établir à Saint-Pétersbourg refusée il dut s’établir dans un petit village, en 1834, il s’installa dans la ville de Oranienbaum, en 1839, il put s’établir à Saint-Pétersbourg. En 1856, bénéficiant de l’amnistie, il recouvra ses privilèges et son titre de noblesse[60].

### Dixième catégorie
Condamnation à la privation de rang, déchéance de noblesse et à la dégradation au rang de soldat.
- Mikhaïl Ivanovitch Pourchtchine (1800-1869) : captaine d’un escadron d’un régiment de cavalerie de la Garde de pionniers, membre de la Société du Nord (1825), arrêté en décembre 1825, il fut placé en détention provisoire à la forteresse Pierre-et-Paul à Saint-Pétersbourg[61].

### Onzième catégorie
Condamnation à la privation de rang et à la dégradation au rang de soldat.
- Nikolaï Pavlovitch Akoulov (1798-?) : lieutenant, arrêté le 15 décembre 1825, il fut placé en détention provisoire à la forteresse Pierre et Paul à Saint-Pétersbourg. La Haute Cour pénale lui infligea une peine de dégradation, comme simple soldat il fut transféré dans une garnison éloignée de la capitale. Il fut incorporé au 42e Régiment de Chasseurs stationné à Tomsk. Entre 1826 et 1828, il fut engagé dans la guerre russo-persane, puis de 1828 à 1829, il s’illustra lors de la Guerre russo-turque de 1828-1829. En 1829, en qualité de sous-officier, il fut affecté au Régiment de Chasseurs Kabardinski[62].
- Piotr Alexandrovitch Bestoujev (1804-1840) : sous-lieutenant de marine, membre de la Société du Nord (1825), il participa également au soulèvement Place du Sénat le 14 décembre 1825. Arrêté, dans l’attente de son procès, il fut placé en détention provisoire à la forteresse Pierre et Paul à Saint-Pétersbourg. La Haute Cour pénale lui infligea une peine de rétrogradation et d’exil dans une ville garnison éloignée de la capitale impériale. Il fut incorporé dans un bataillon stationné à Kizilsky, le décret impérial du 22 août 1826 lui permit d’intégrer le régiment d’infanterie Chivanski, au sein de cette unité, il participa à la Guerre russo-persane de 1826-1828, au conflit opposant la Russie impériale à l’Empire ottoman. Blessé, au cours de cette guerre, le 22 mai 1828, il fut transféré au Régiment d’infanterie Kourinski. Il fut renvoyé de l’armée pour cause de maladie (il souffrait de graves désordres mentaux), il fut placé sous la responsabilité de sa mère avec l’interdiction formelle de pénétrer dans la capitale impériale russe. Il vécut dans le gouvernement de Novgorod, mais son état empirant, son père, le maréchal de la noblesse P.M. Bestoujev demanda au tsar la permission de placer son fils dans un établissement spécialisé pour malades mentaux. Interné dans un hôpital psychiatrique, il mourut le 22 août 1840[63].
- Alexandre Alexandrovitch Fok (né Alexandre von Falk, 1803-1854) : lieutenant au régiment de la Garde Izmaïlovski. Le 15 décembre 1825, il fut arrêté dans l’enceinte de la caserne de son régiment puis dans l’attente de son procès, il fut placé en détention provisoire à la forteresse Pierre et Paul à Saint-Pétersbourg. La Cour suprême criminelle le dégrada et l’exila dans une garnison très éloignée de la capitale. En août 1826, comme simple soldat, il fut affecté au 41e régiment de chasseurs stationné dans le Caucase. Sous-officier en 1827, en 1828, il fut affecté au 44e régiment de chasseurs, en 1830, au grade d’enseigne, il servit au 10e bataillon de ligne d’Orenbourg. Blessé, il fut mis à la retraite, il vécut en résidence surveillée à Oufa ville située dans le gouvernement d’Orenbourg[64].
- Matveï Demianovitch Lappa (né Michael Lapp, 1799 ou 1800-1841) : lieutenant au Régiment de la Garde Izmaïlovski, membre de la Société du Nord (1824). Le 23 décembre 1812 arrêté, il fut incarcéré à la forteresse Pierre et Paul à Saint-Pétersbourg. La Haute Cour criminelle le dégrada et l’exila dans une lointaine garnison. En juillet 1826, il fut envoyé dans le Caucase, en 1835, au grade d’enseigne, il fut mis à la retraite[65].
- Epafrodit Stepanovitch Mousine-Pouchkine (1791-1831) : lieutenant, il n’appartint à aucune société secrète, mais une enquête approfondie révéla sa présence sur la Place du Sénat le 14 décembre 1825. Mis en état d’arrestation le 15 décembre 1825, il fut placé en détention provisoire à la forteresse Pierre et Paul à Saint-Pétersbourg. La Haute Cour pénale lui infligea la peine de dégradation, comme simple soldat, il fut incorporé dans un régiment stationné dans le Caucase[66].
- Nikolaï Romanovitch Tsebrikov (1800-1862) : Il reçut une peine d’emprisonnement et fut détenu à la forteresse d’Oust-Kamenogorsk puis, fut transféré dans la ville de garnison d’Orenbourg et il continua sa carrière militaire. Sur la demande de ses proches, il fut transféré dans la Caucase et prit part à la guerre russo-turque de 1828-1829. En 1836, il fut affecté au 80e Régiment d’infanterie Kabardianski, en 1838, il fut promu enseigne. En 1840, pardonné, il s’établit à Saint-Pétersbourg et vécut sous une surveillance policière. En 1846, toujours en résidence surveillée, il vécut à Temnikov où il décéda en 1862[67].
- Alexeï Vassilievitch Vedeniapine (1804-1847) : issu d’une famille de la noblesse du gouvernement de Tambov, membre de la Société secrète des Salves-Unis (1825), lors du soulèvement de la Place du Sénat, il servait au grade d’enseigne à la 9e brigade d’artillerie. Arrêté le 5 février 1826 dans la ville de Jitomir, il fut, quelques jours plus tard transféré à la forteresse Pierre et Paul à Saint-Pétersbourg. Condamné de onzième catégorie, la Haute Cour criminelle lui infligea une peine d’emprisonnement et à la rétrogradation comme simple soldat dans le bataillon de la garnison de Verkhneouralski (juillet 1826). Le 13 septembre 1826, il fut incorporé au 42e Régiment de Chasseurs Egerski, au sein de cette unité il prit part à la guerre Russo-persane, il s’illustra également dans conflit qui opposa la Russie à la Turquie. Sous-officier, il fut incorporé au Régiment d’infanterie Tenginski. En 1829, il quitta l’armée pour raison de santé. Interdit de séjour dans la capitale de la Russie impériale, en 1833, il fut placé sous résidence surveillée dans le gouvernement de Tambov. Il décéda le 13 mars 1843[68].
- Fiodor Gavrilovitch Vichnevski (1799-1865) : lieutenant de marine, il navigua à bord de la frégate Gektor (1815), sous le commandement du célèbre capitaine Mikhaïl Petrovitch Lazarev il fit le tour du monde à bord de la frégate Kreïser (1822-1825). Il n’appartint à aucune société secrète mais fut présent lors du soulèvement de la Place du Sénat. Arrêté, il fut placé en détention dans la forteresse Pierre et Paul à Saint-Pétersbourg. La Haute Cour criminelle le rétrograda au rang de simple de soldat et l’envoya dans le Caucase. Sous le commandement du feld-maréchal Ivan Fiodorovitch Paskevitch il prit part à l’assaut de la ville de Kars. En 1829, promu sous-officier, il fut transféré au 7e équipage, en 1832 au 15e équipage. En 1833, il fut mis à la retraite il occupa un poste administratif à Moscou. En 1838 mis à la retraite, il vécut à Moscou puis s’établit dans le gouvernement de Kostroma. En 1846, il revint à Moscou où il décéda le 23 avril 1865[69].

## Personnalité non condamnée par la Haute Cour criminelle

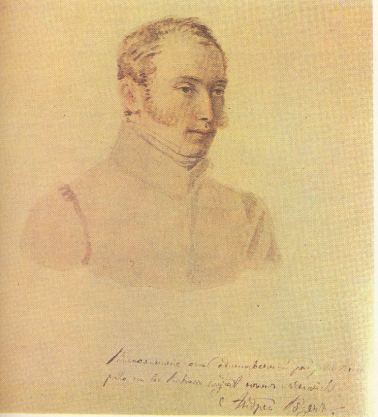
Baron Andreï Ievgenevitch Rozen.

- Osip-Ioulian Vikentievitch Gorski (1766-1848) : conseiller d’État, issu d’une famille du gouvernement de Minsk, arrêté le 15 décembre 1825, dans l’attente de son procès, il fut placé en détention provisoire à la forteresse Pierre et Paul à Saint-Pétersbourg. Il fut traduit devant la Haute Cour criminelle mais ne fut pas condamné. Par le manifeste de sa Majesté Impériale daté du 5 mars 1827, il fut placé en résidence surveillée à Berezov. En 1831, il fut envoyé à Tara. Suspecté de complicité dans la tentative de soulèvement d’exilés polonais à Omsk, il fut transféré de Tara à Tobolsk puis à Omsk où, de 1833 à 1835, il purgea une peine de prison. Il décéda le 7 juillet 1849 à Omsk[70].

## Personnalités graciées

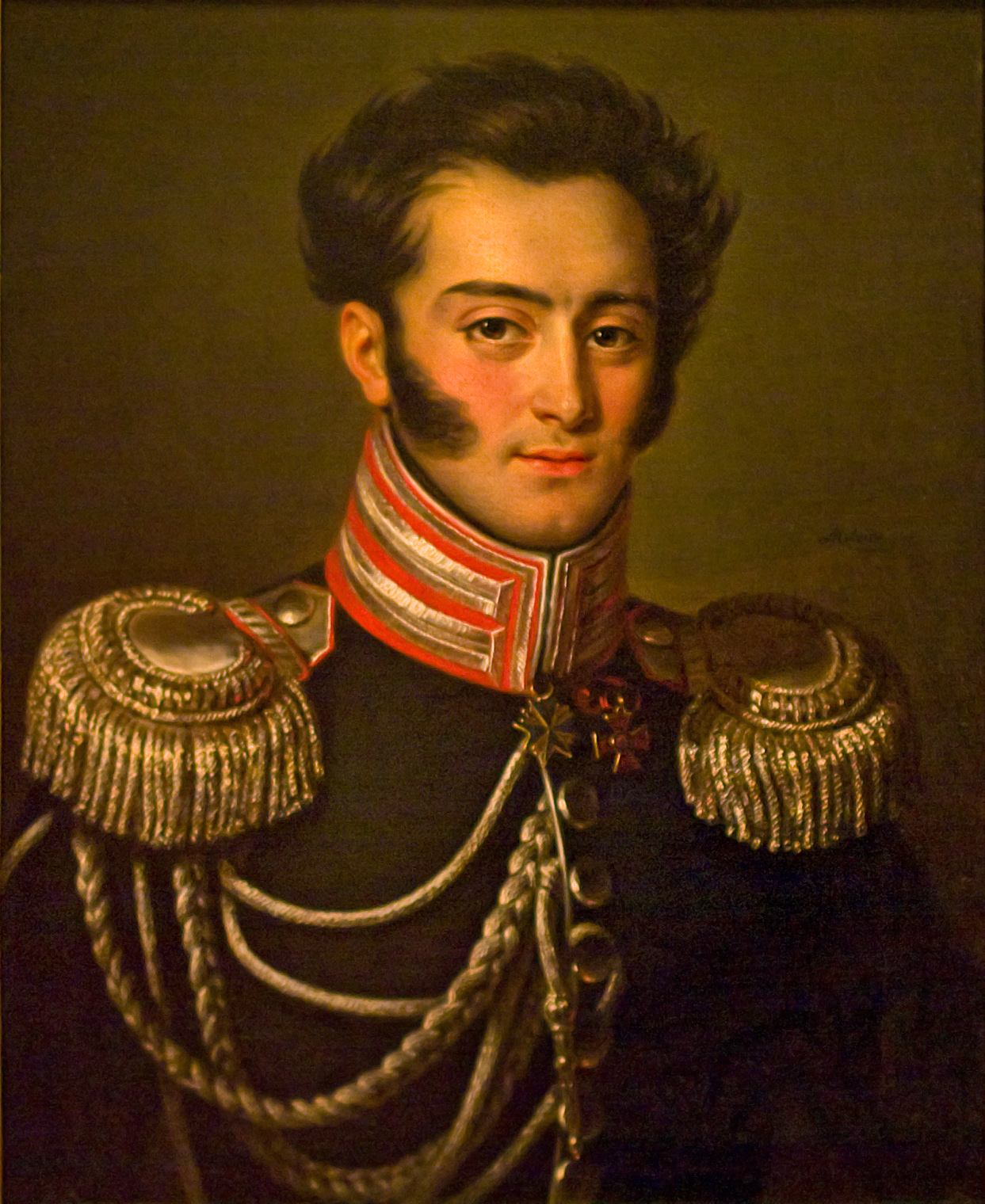
Portrait d’Ilia Gavrilovitch Bibikov en uniforme d’aide de camp de la Garde (1825), peinture sur toile, une œuvre de Benoît-Charles Mituar, Musée de la Garde à Saint-Pétersbourg.

- Ilia Gavrilovitch Bibikov (1794-1867) : adjudant-général (1849-1852 et de (1860 à 1867), général d’artillerie (1852-1860), membre de l’Union de la Protection sociale, en raison de son haut grade dans l’Armée impériale de Russie, Nicolas Ier de Russie lui accorda sa grâce[71].
- Pavel Alexandrovitch Katenine (1792-1853) : poète, dramaturge, critique littéraire, traducteur et figure théâtrale, membre de l’Académie russe (1833), colonel en retraite du Régiment de la Garde Préobrajenski. Membre de l’Union du salut (1816). En raison de son haut grade dans l’Armée impériale de Russie, le tsar lui accorda sa grâce[72].

## Les décembristes suicidés avant d’être condamnés
- Ippolit Ivanovitch Mouraviov-Apostol (1806-1826) : Jeune frère des décembristes Matveï Ivanovitch Mouraviov-Apostol et de Sergueï Ivanovitch Mouraviov-Apostol, membre de la Société du Nord, avec son frère Sergueï, il prit part au soulèvement du 29e Régiment d’infanterie Tchernigov, blessé à la main gauche, refusant de se rendre, il se tira une balle. Il fut inhumé dans une fosse commune avec ses deux camarades A.D. Kouzmine et M.A Chtchepillo tués au cours de la répression menée contre les décembristes. À ce jour aucun monument ne marque l’endroit où ces trois hommes reposent. Le jour de l’exécution des décembristes leurs noms furent cloués au gibet[73].

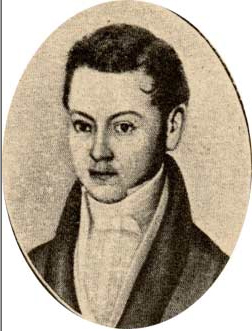
Alexandre Mikhaïlovitch Boulatov.

- Alexandre Mikhaïlovitch Boulatov (1793-1826) : pendant la Guerre patriotique de 1812, il servit dans le Régiment des Grenadiers de la Garde, lieutenant-colonel et commandant du 12e régiment de Chasseurs, il devint l’adjoint de l’un des chefs décembristes, le prince Sergueï Petrovitch Troubetskoy, il rejoignit les troupes sur la place du Sénat. Incarcéré, le lieutenant-colonel après une grève de la faim se fracassa la tête sur le mur de sa prison, transporté à l’hôpital il décéda des suites de ses blessures[74].

La place du Sénat à Saint-Pétersbourg a porté le nom place des décembristes pendant de nombreuses années. En 2008, son ancien nom lui a été rendu.

## Portraits des décembristes

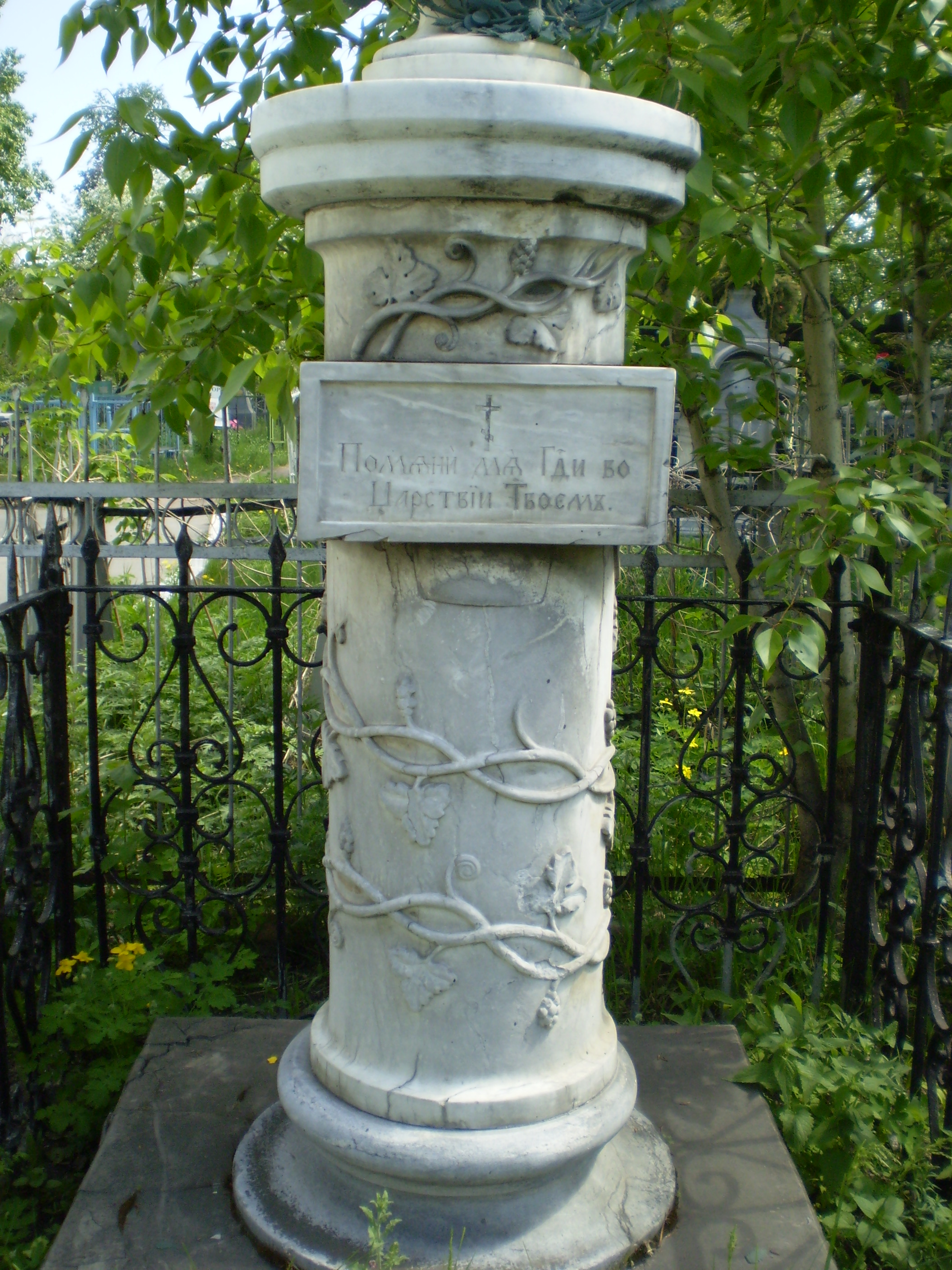
Tombe de Vassili Lvovitch Davydov
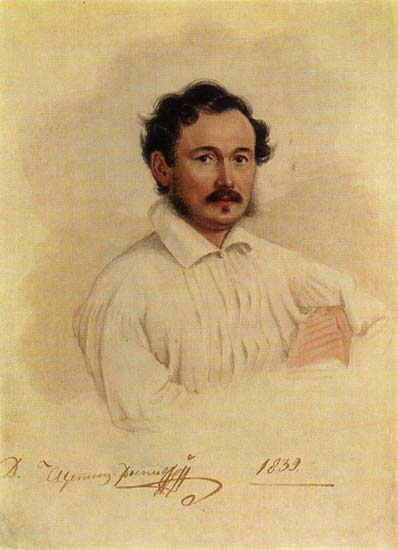
Dmitri Alexandrovitch Chtchepine-Rostovski
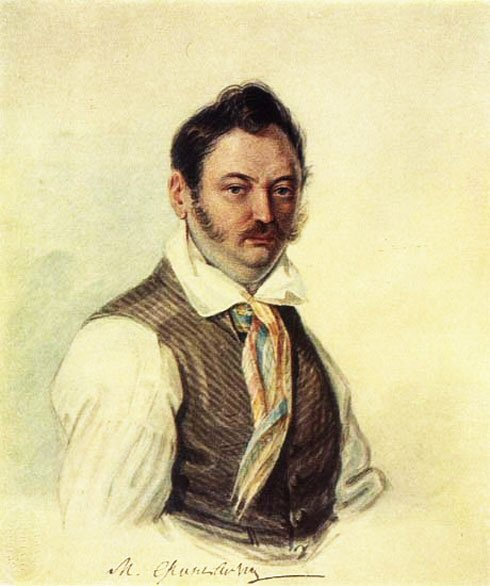
Mikhaïl Alexandrovitch Fonvizine
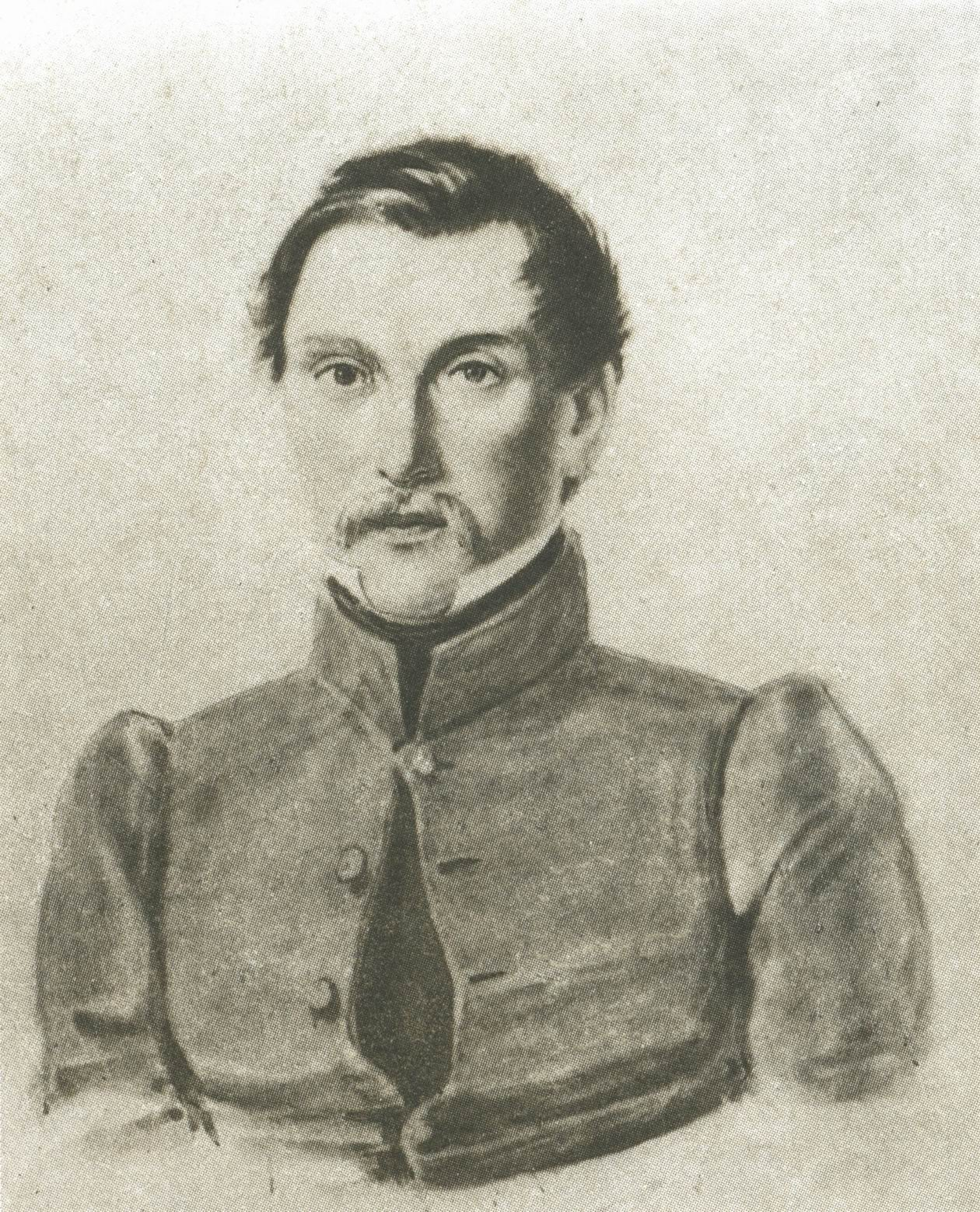
Ivan Ivanovitch Pouchtchine
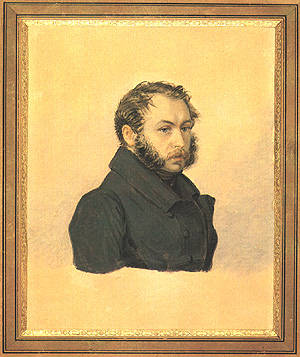
Konstantin Gustavovitch Igelström
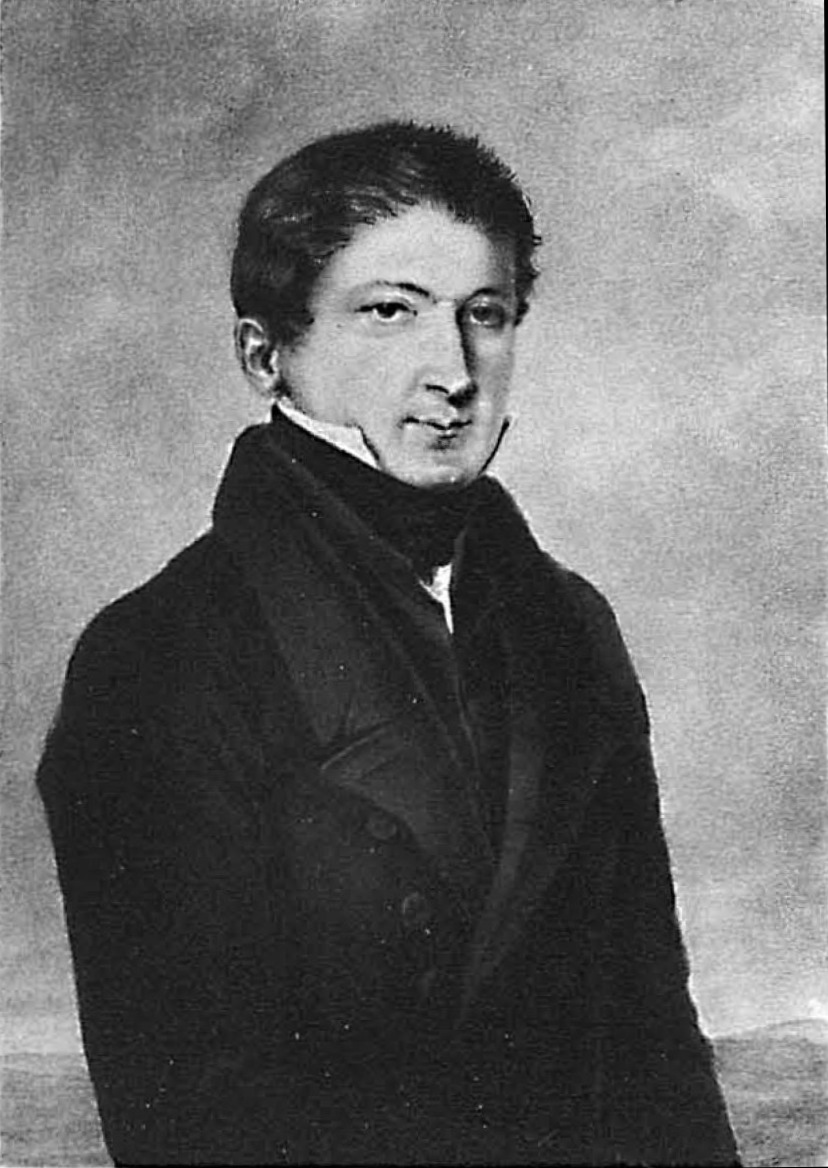
Matveï Ivanovitch Mouraviov-Apostol
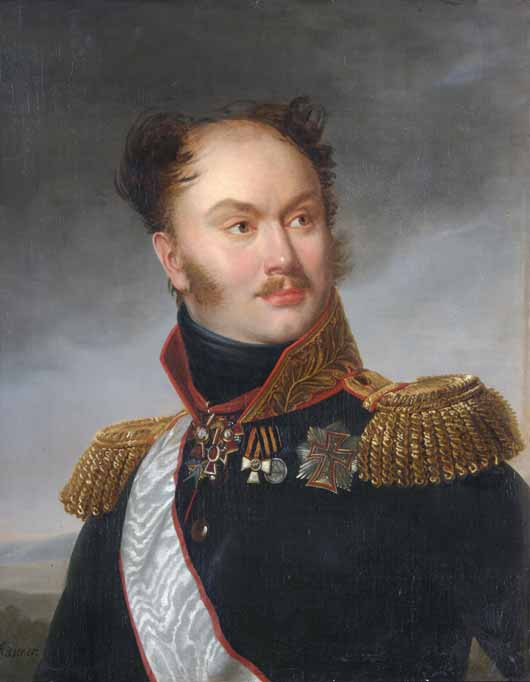
Mikhaïl Fiodorovitch Orlov
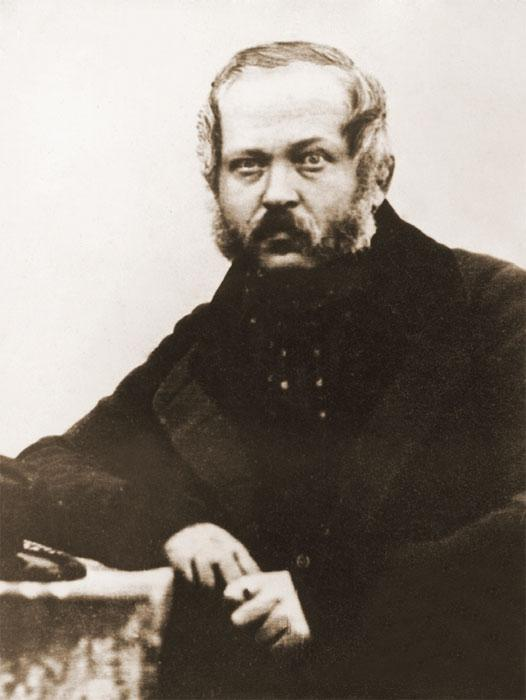
Nikolaï Alexeïevitch Panov (photo Davignon)
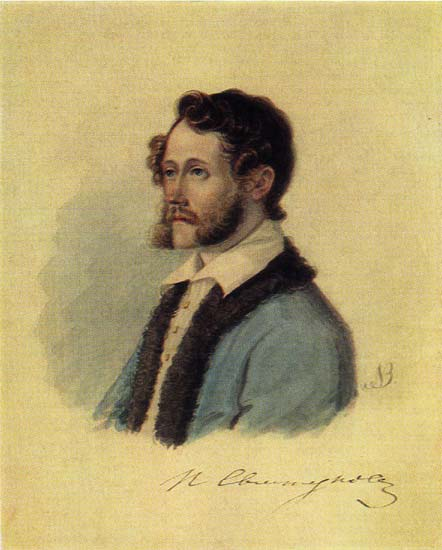
Piotr Nikolaïevitch Svistounov
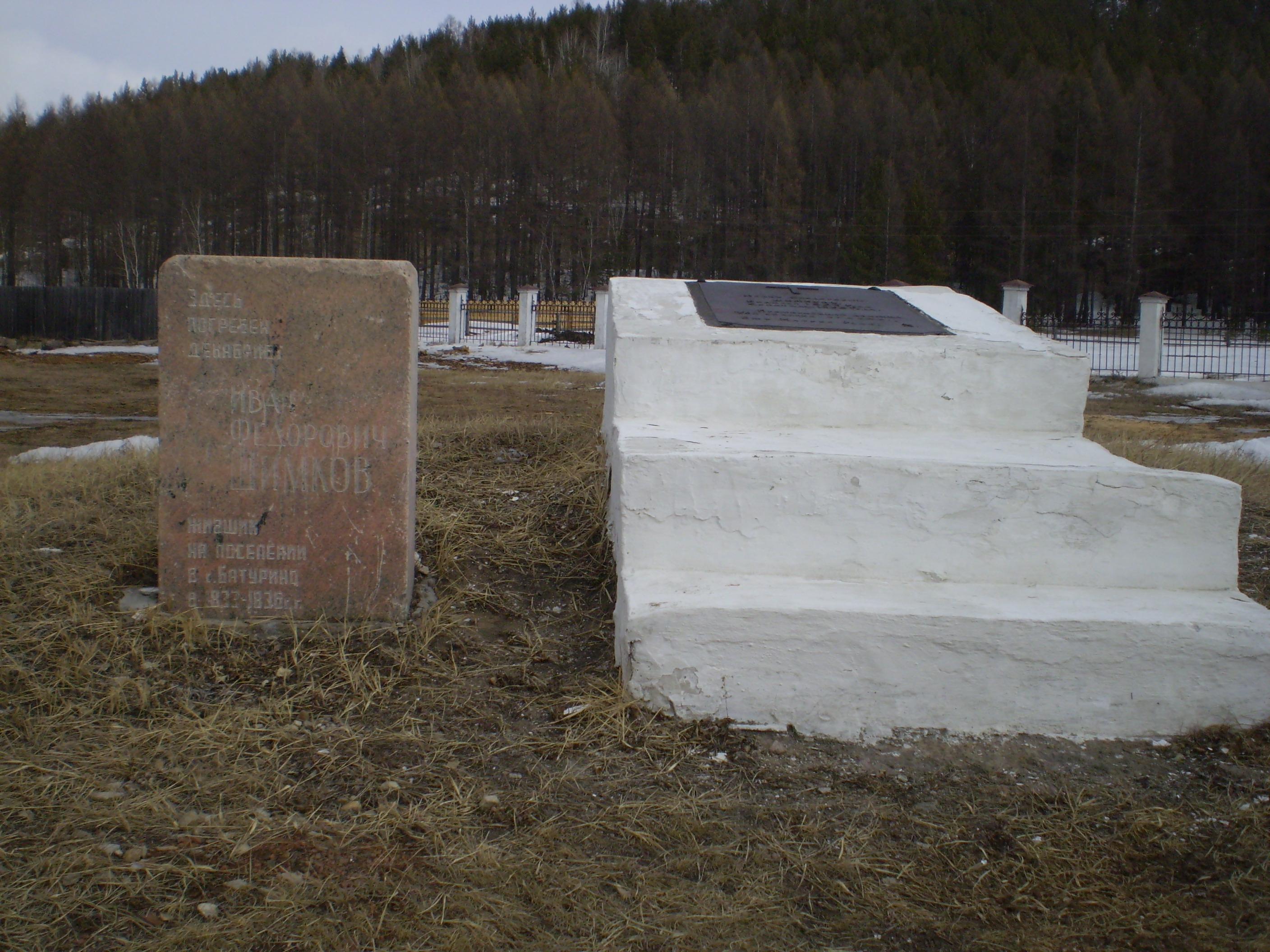
Tombe de Ivan Fiodorovitch Chimkov
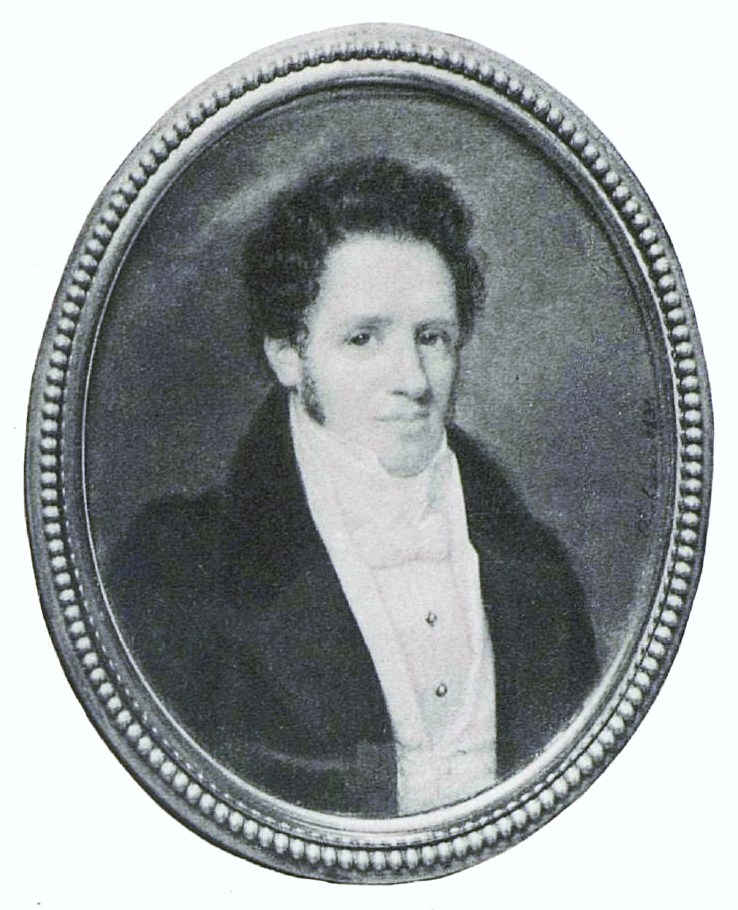
Nikolaï Alexandrovitch Vasiltchikov
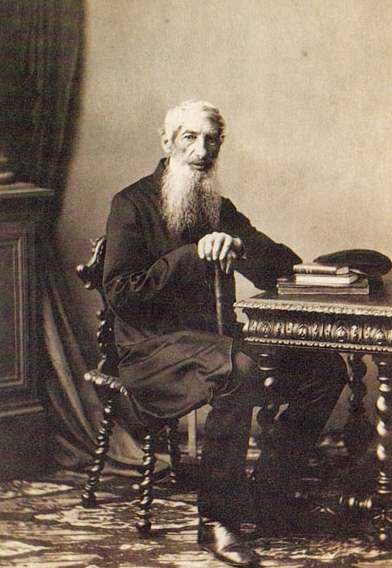
Prince Sergueï Petrovitch Troubetzkoï
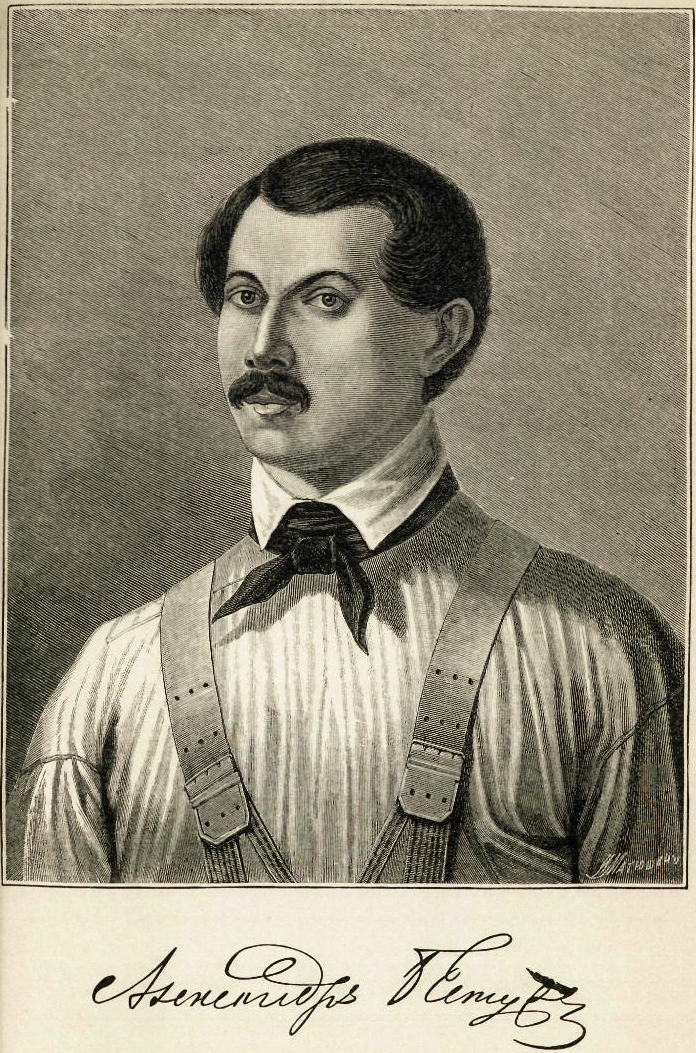
Alexandre Alexandrovitch Bestoujev
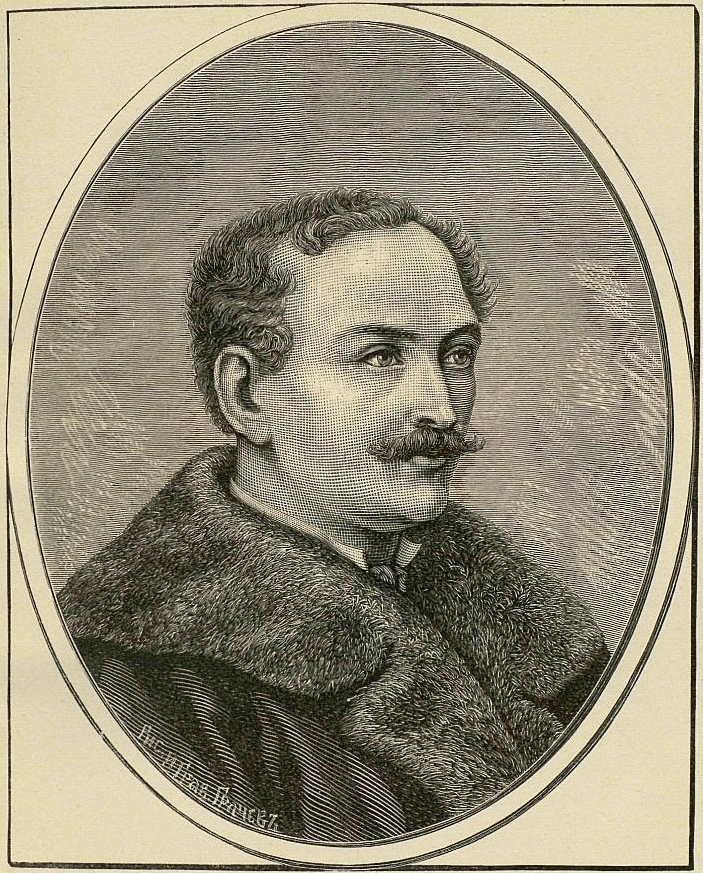
Alexandre Ivanovitch Odoïevski
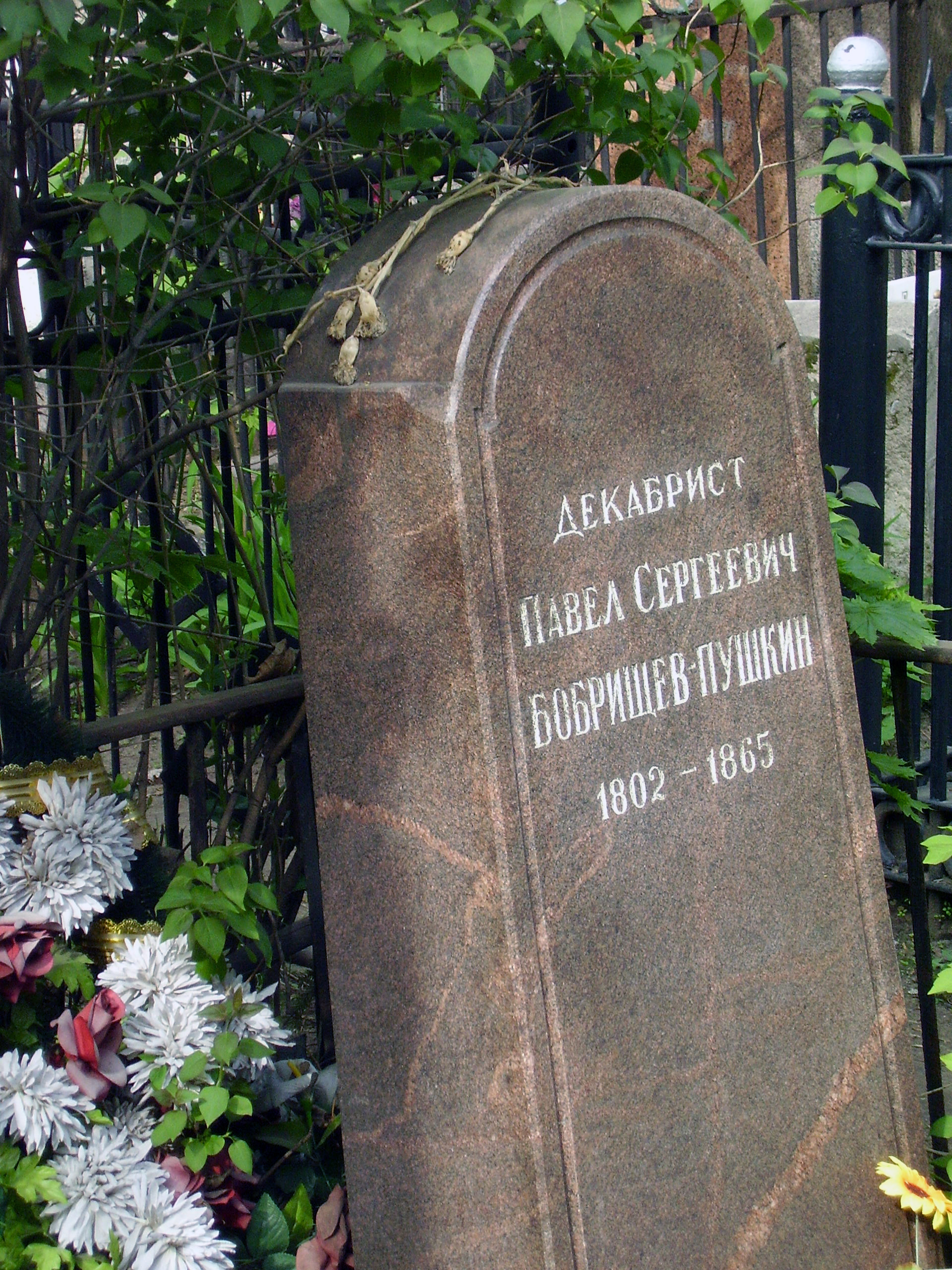
Tombe de Pavel Sergueïevitch Bobrichtchev-Pouchkhine
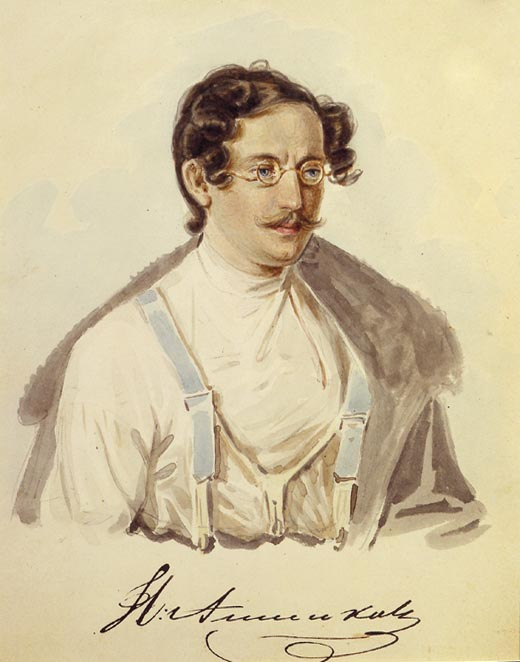
Ivan Alexandrovitch Annenkov
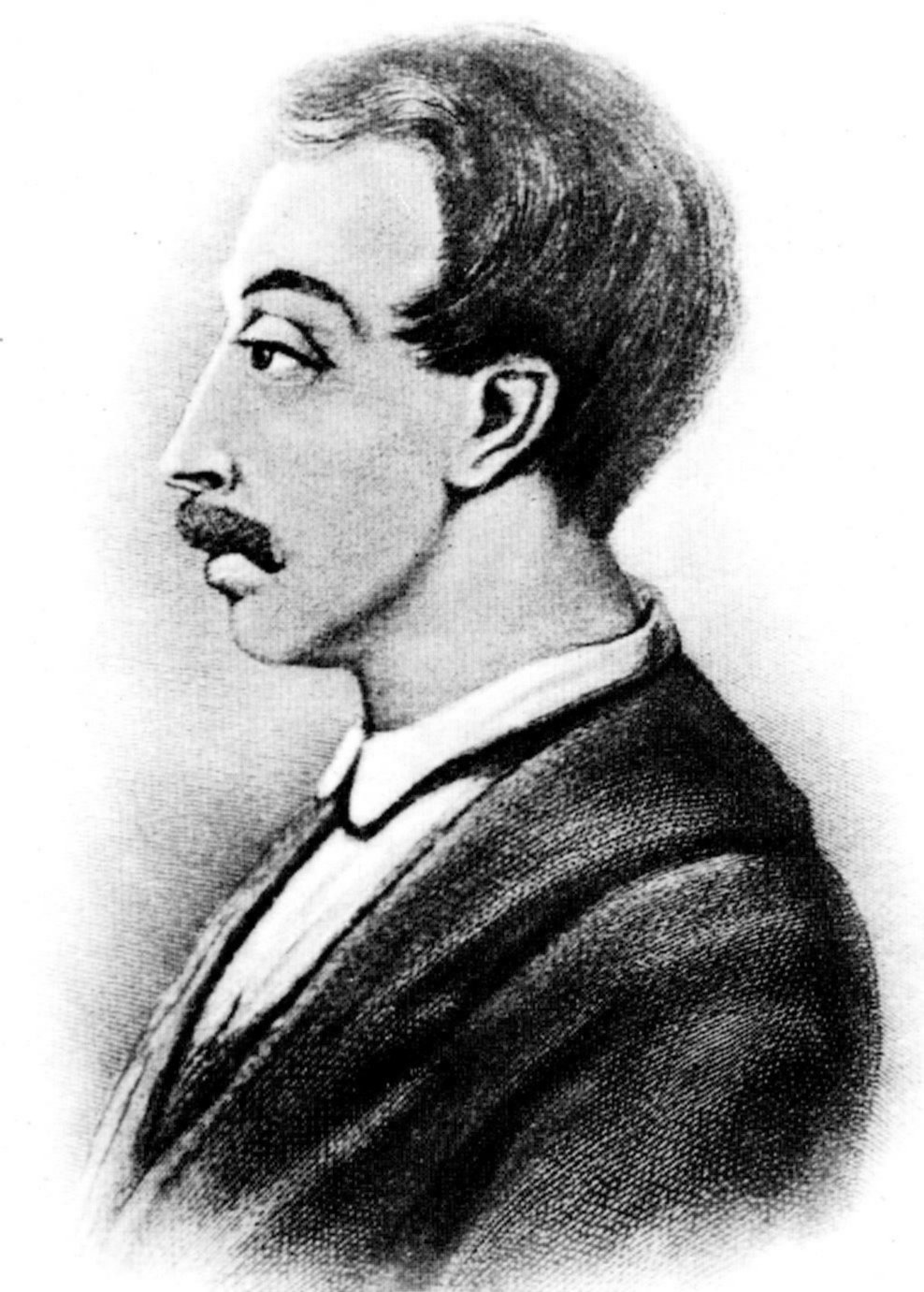
Wilhelm Karlovitch Küchelbecker
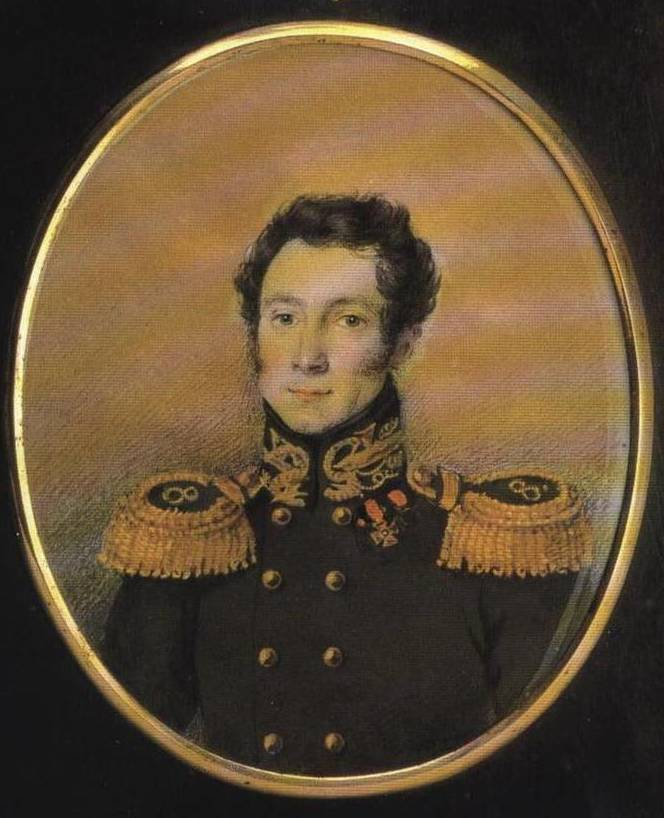
Nikolaï Alexandrovitch Bestoujev
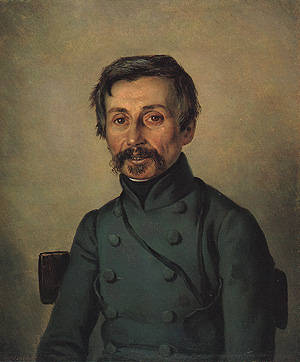
Ivan Dmitrievitch Iakouckine
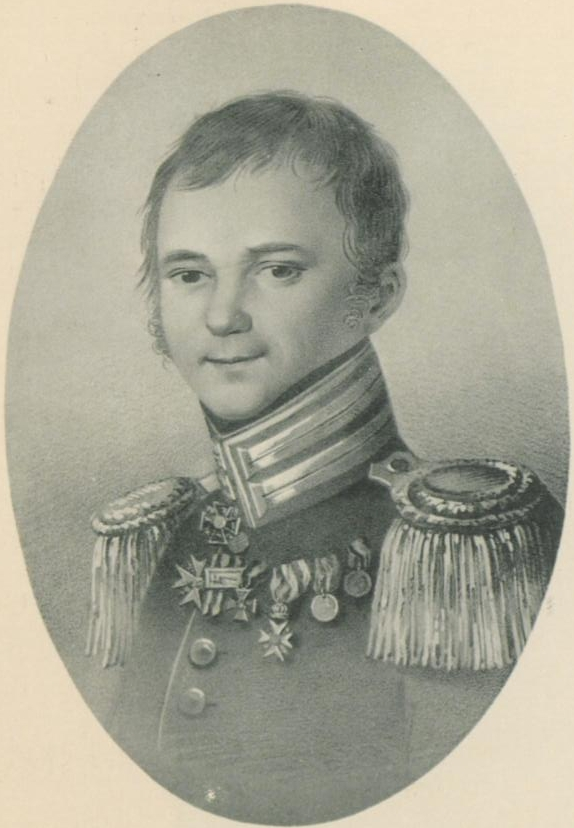
Fiodor Nikolaïevitch Glinka
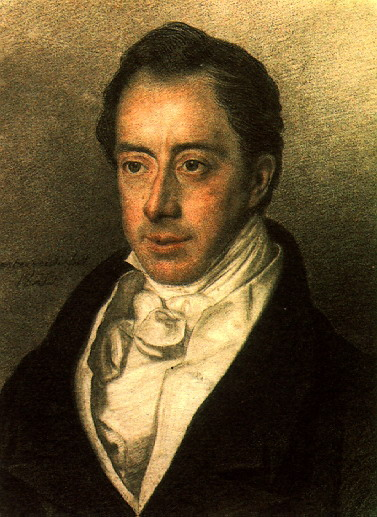
Nikolaï Ivanovitch Tourgenev
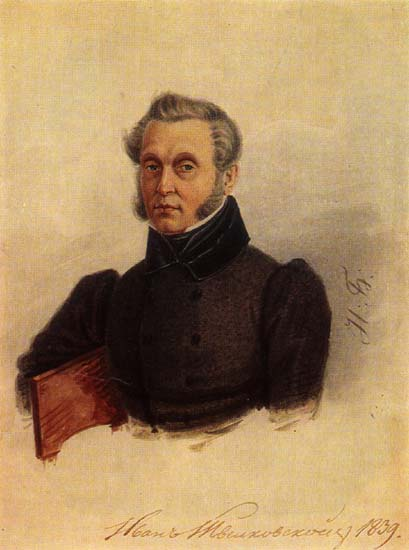
Ivan Semionovitch Povalo-Chveïkovski